# 秋葉原駅
秋葉原駅（あきはばらえき）は、東京都千代田区にある、東日本旅客鉄道（JR東日本）・東京地下鉄（東京メトロ）・首都圏新都市鉄道の駅。
JR東日本の駅は外神田一丁目に、東京メトロと首都圏新都市鉄道の駅は神田佐久間町一丁目に、それぞれ所在する。

## 乗り入れ路線
JR東日本の各線（後述）、東京メトロの日比谷線、首都圏新都市鉄道のつくばエクスプレスの3社の鉄道路線が乗り入れ、乗換駅となっている。JR東日本の駅には「 AKB 」のスリーレターコードが付与されている。
また、各路線ごとに駅番号が付与されている。
- JR東日本[2]
  -  山手線 - 駅番号「JY 03」
  -  京浜東北線 - 駅番号「JK 28」
  -  総武線（各駅停車） - 駅番号「JB 19」
- 東京メトロ： 日比谷線 - 駅番号「H 16」[注 1][3]
- 首都圏新都市鉄道： つくばエクスプレス - 駅番号「TX01」[4]

JR東日本の駅に乗り入れている路線は、線路名称上は東北本線と総武本線の2路線であり、東北本線に関しては電車線を走行する京浜東北線と山手線の2系統が停車するが、旅客案内では「東北（本）線」とは案内されていない。また、東北本線を所属線としており、東北本線上での所属線としては最初の駅である。
総武本線については、中央・総武線各駅停車のみが発着する。旅客案内では単に「総武線」と案内されている。一部が停車していた新宿駅方面と千葉駅方面を直通する特急列車（「成田エクスプレス」を除く）は2024年（令和6年）ダイヤ改正にて通過となった。
特定都区市内における「東京都区内」および「東京山手線内」に属している。
- 京浜東北線：電車線を走行する東海道本線・東北本線の近距離電車。横浜駅から根岸線への直通運転も実施している[12]。
- 山手線：電車線を走行する環状路線[8]。
- 総武線（各駅停車）：総武本線（支線）を走行する近距離電車。錦糸町駅から総武本線の緩行線に乗り入れ、隣の御茶ノ水駅から中央本線の緩行線に乗り入れる[13]。

東京メトロ日比谷線は、終着駅である北千住駅より、東武伊勢崎線（東武スカイツリーライン）を経由して日光線南栗橋駅まで相互直通運転を実施している。
なお、JR秋葉原駅の事務管コードは、▲441001となっている。
徒歩圏内に都営地下鉄新宿線の岩本町駅があり、各社と連絡運輸を行っている。詳細は岩本町駅#秋葉原駅との乗り換え参照。

## 歴史

### 貨物駅としての開業
当駅を建設した日本鉄道は、当初上野駅から北へ、のちの東北本線や高崎線に相当する路線を建設し、東京駅側では上野駅で旅客・貨物をともに取り扱う態勢で営業していた。鉄道の取り扱う旅客・貨物が伸びていくに連れて上野駅では逼迫するようになり、さらに同駅周辺の道路が狭隘で同駅へ向かう旅客・貨物を乗せた馬車が渋滞を起こすような状態となっていた。これに対応するために、旅客と貨物の分離が計画された。
同駅より南側は当時既に市街地となっていたが、当駅の存在する辺りは火災対策として設けられた火除地となっており、空き地になっていた。また、上野駅とこの火除地の間に道路が存在していたため、これらの払い下げを受けて用地を確保し、貨物駅として1890年（明治23年）に開設されることになった。当初はこの上野駅からの貨物線を「秋葉原線」と呼び、当駅は秋葉原貨物取扱所と呼ばれていた。
市街地を縦断して地上の線路を建設するため、東西方向の交通を遮断するとして沿線から敷設に対する強い反対運動が起きた。監督していた鉄道局では、交通を遮断しないようにするために高架化することを会社に指示したが、これを会社側は拒否し、後にこの線を東京駅・新橋駅まで延伸して東海道本線と接続させる際には同区間の高架化を実施するとの会社側回答で妥結することになった。また、線路は両側を柵で囲い、踏切には番人を置いて列車通行時には柵で閉鎖し、さらに列車の運行時間帯と運行本数に関する制限が付けられた。沿線住民はなお反対を続けたが、当局の意向を背景に建設が強行され、駅が開業した。
1890年（明治23年）11月1日に秋葉原駅が開設された時点では、敷地面積は15,009坪（約49,500平方メートル）あり、東西に長い敷地に北から本線が突っ込み、分岐して貨物上屋のある線路が設けられ、列車着発線1本ずつ、貨物積卸線2本、補助線1本、陸運貨物の積卸場2か所を備えていた。秋葉原駅の開設は、当初から神田川の水運利用を目的としていたため、開業翌年には神田川からの掘割を掘削して船溜（ドック）を設ける工事に着手した。1893年（明治26年）5月1日にこの工事が完成し、水運との連絡が始まった。船溜は当駅構内では東西に長くなっており、上野駅から入線して来た貨車は、構内に設置された小型の貨車用転車台に載せられて直角に向きを変え、東西方向に長い船溜の周囲に敷設された線路に入って船との連絡をとる仕組みになっていた。
水運との連絡が完成し、集散する貨物は次第に増大していき、1906年（明治39年）に鉄道国有化が実施されて国有鉄道の駅となる頃には、年間約60万トンの貨物取扱量となった。さらに第一次世界大戦の影響により貨物取扱量は異常に伸び、駅の貨物取り扱い能力は行き詰まりの様相を呈してきた。貨物取扱量の増加に伴い貨物列車の編成長は伸び、駅構内に収まりきれなくなって、入換作業のために駅の外の踏切の長時間閉鎖が多発することになった。貨物取扱量に合わせて設備の増設も進められ、関東大震災の直前時点では倉庫が8棟、構内線路の総延長2マイル40チェーン（約4,000メートル）に達したが、人力の転車台やキャプスタンなどによる貨車入換作業には手間がかかり、貨物量の増加に伴い逐次増設した設備が雑然と配置されて能率を低下させ、構内いたるところの空き地で貨物の積卸をしなければならないありさまとなっていた。1913年（大正2年）から1924年（大正13年）の貨物取扱は、年40万トンから55万トン程度の発送で、米、砂糖、鉄鋼、鉄および銅製品などが主要な品目であった。一方到着は農産品、林産品、砂利などが主であった。荒物は主に隅田川駅に任せて、秋葉原は生活物資を主体とする駅ではあったが、それでも荒物も一定量の到着があった。
1923年（大正12年）9月1日に関東地震（関東大震災）が発生した。秋葉原駅では、駅本屋や貨物上家など過半数が焼失し、構内の倉庫も貯蔵してあった物品とともに焼失した。水戸保線事務所から来た応援の工手が9月18日から復旧作業にあたり、9月20日には列車の進入に差し支えない状態となった。ただし、秋葉原駅側の記録では9月14日に復旧とあり、この差異は線路の復旧の程度問題であろうとされている。

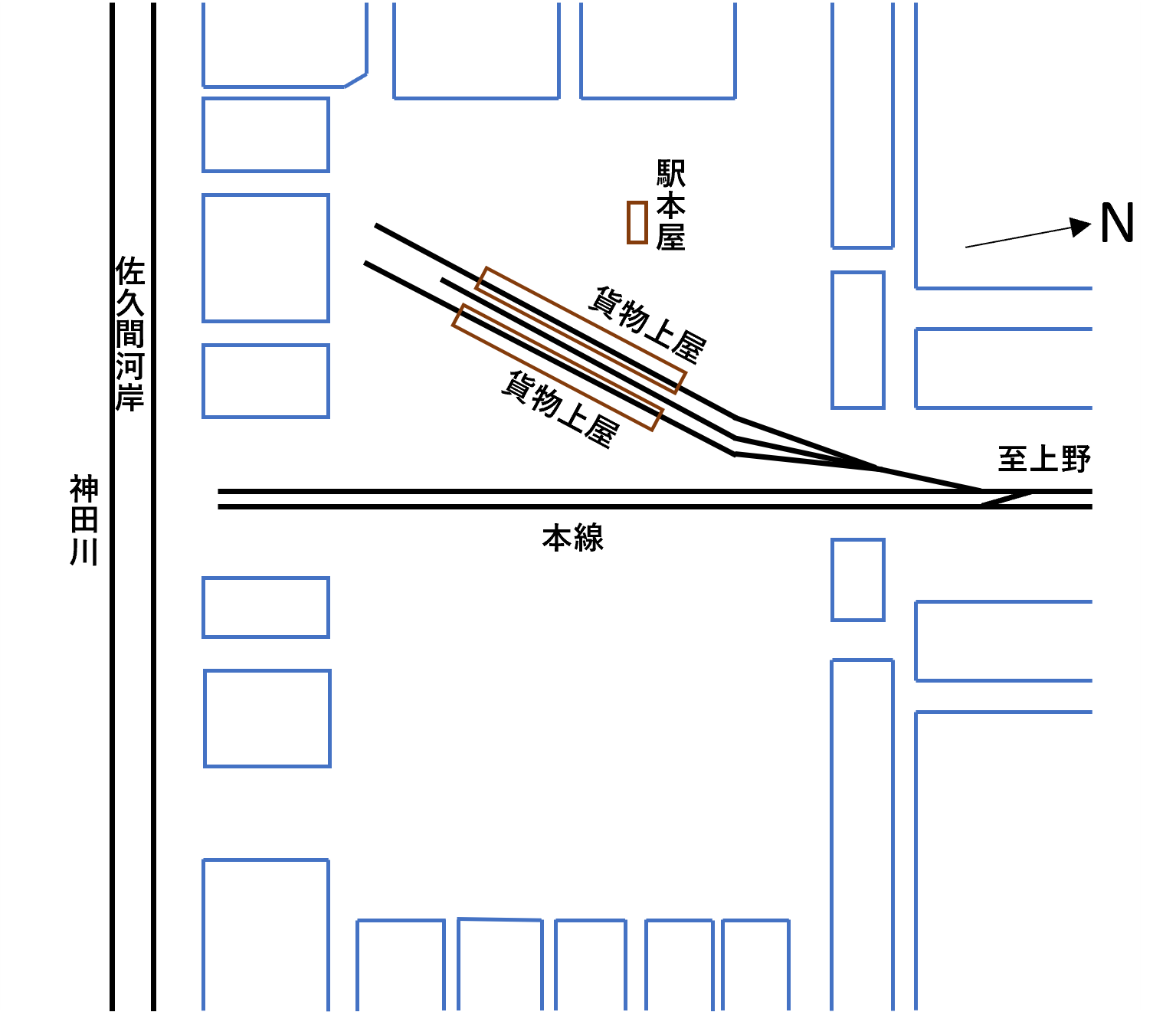
秋葉原駅の構内配線図、1890年（明治23年）ごろ、東西に長い火除地に南北方向に線路を突っ込み、斜めに貨物上屋を設けている。
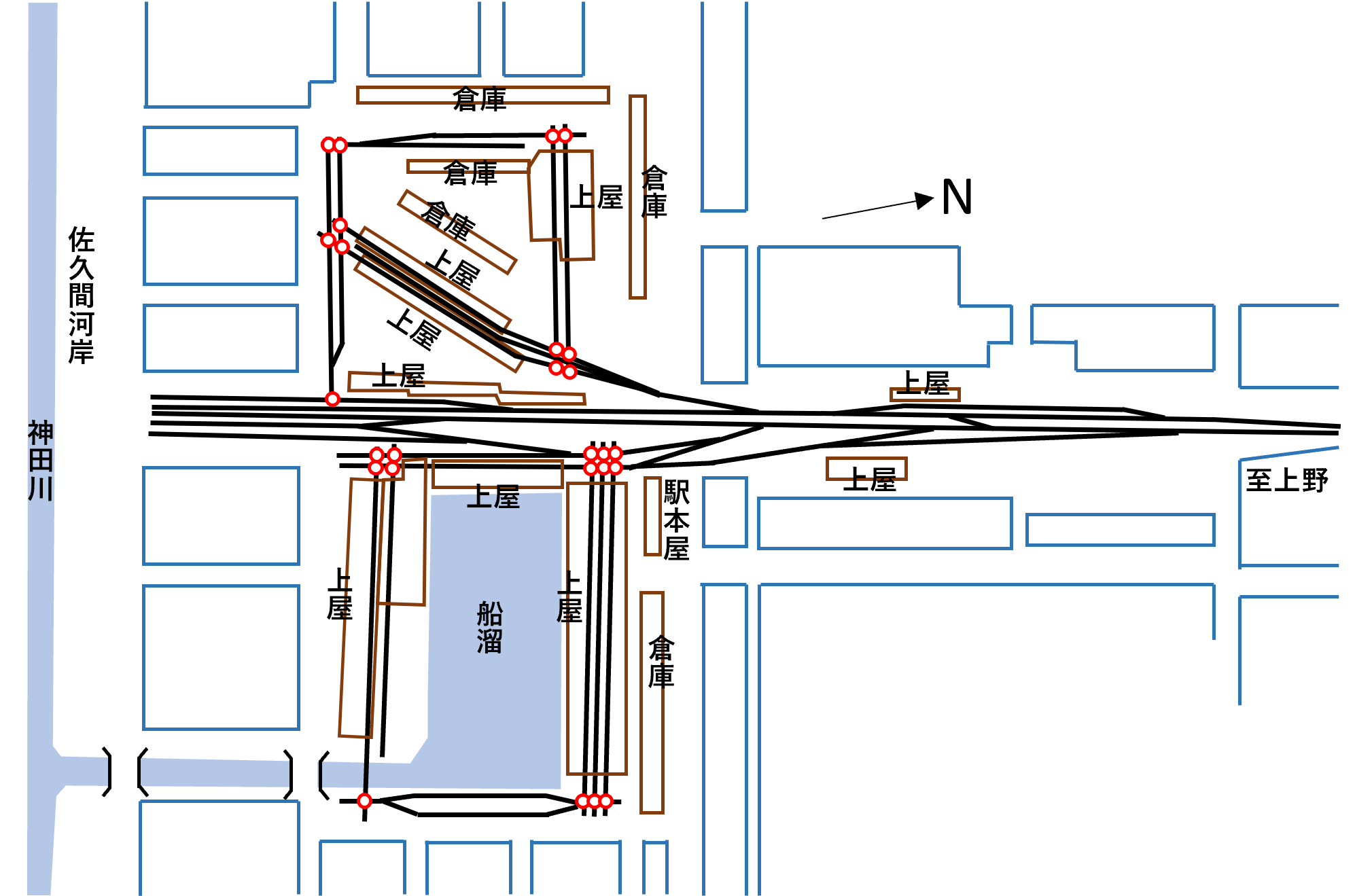
秋葉原駅の構内配線図、1922年（大正11年）ごろ、船溜が引き込まれ、構内に複雑な線路が張り巡らされている、赤い丸は貨車用転車台を示す。

### 旅客開業と貨物駅高架化
新橋駅（のちの貨物駅の汐留駅）と上野駅を結んで市内を貫通する高架鉄道を建設する構想は明治時代からあり、中央停車場（東京駅）より南側の工事がまず進められて、1914年（大正3年）12月に東京駅が開業した。東京駅と上野駅の間では、電車用の線路2線、旅客列車用の線路2線、秋葉原と上野を結ぶ貨物線1線を高架で設ける構想で着手することになった。
秋葉原駅については、集中する貨物を捌くために何らかの制限を加えて他駅に貨物の分散を図ったとしても、年間100万トンの貨物を取り扱う必要性が想定された。貨物ホームを地平に設けて高架線との間で貨車を昇降させる方法と、当時アメリカ合衆国の大都市で採用されていた貨物ホーム自体を高架に設けて貨物のみを昇降させる方法が比較検討され、前者は建設費は安いと見込まれたが能率が悪く、後者は建設費が高いが処理能力が高く、高架下を貨物倉庫として賃貸して得られる収入を加算すればかえって安くなると見込まれたことから、後者の案を採用して高架上に貨物ホーム4面と入換線を設け、上層と下層を連絡するエレベーターとシューターを設置して年間109万トンの取り扱い能力を見込んだ。
最初に電車線の工事に支障する旧貨物積卸場を撤去する必要があり、移転のために直扱小口貨物積卸場を撤去した後に仮の貨物上屋を建設した。その工事中に関東大震災に遭遇し、構内の大半の施設を焼失した。その後復興検討により、山手線と京浜線（後の京浜東北線）は線路を共用する構想だったのが、将来的に分離する必要性を認めて電車線を2線増設する方針となり、そのために秋葉原駅では貨物ホームの幅員が縮小された。また船溜をこの機会に全廃しようという意見も上がったが、結局存置と決まった。高架に支障する設備を段階的に仮設備に移転する計画であったが、震災で駅施設がほとんど焼けてしまったため、一挙に仮設備を建設して1924年（大正13年）9月に竣工した。この際には、大きく4棟の貨物上屋を南北方向に2棟ずつ2列に並べ、その両側に線路を配した。
関東大震災の影響により、準備してあった資材が焼失するなどの被害を受けたものの、当初予定より6か月遅れたのみで1925年（大正14年）11月1日に上野まで高架の電車線が開通し、当駅は旅客も扱う一般駅となった。この際に地上に駅舎が新設された。線路は高架でこの時点では2線のみ開通した。秋葉原駅の旅客ホームも1面が設置された。
電車線を2本増設することになったことで貨物扱い設備の設計が変更され、1926年（大正15年）4月に設計変更が完了した。高架貨物扱い場は、西側南、西側北、東側南、東側北の4か所の積卸場を備える設計で、このうち北側の積卸場で到着貨物を、南側の積卸場で発送貨物を扱う構想であった。6月にまず西側の高架貨物施設に着手し第1期高架工事が開始された。地上の貨物設備をやりくりして高架工事のスペースを生み出し、さらに御徒町付近の高架下を利用して仮設新南ホームを設置し、新北上家を建設して従来の北上家を撤去し、11月1日には第2期高架工事も開始された。西側の高架貨物扱い施設が完成すると、当初の構想では一部の貨物扱いを高架上に移転して、地上の貨物扱い設備をしばらく併用の予定であったが、荷役能力が低い問題があり、さらに東京駅から客車の編成を田端操車場に回送する構想から早期に上野 - 秋葉原間の高架完成を求められたことと、上野駅の改築工事の都合から地上の貨物線存置に支障があったことから、全部の作業を同時に高架上に移転させることになった。そこで未使用の電車線ホームを一時的に貨物ホームにし、さらに北側に仮貨物ホームを整備することになった。1928年（昭和3年）3月に西側高架橋が完成し、4月1日に全面的に使用を開始して、地上の貨物扱い設備と、上野と秋葉原を結ぶ地上貨物線が廃止となった。地上貨物線の用地は元の道路に戻された。この時点で旅客列車はもっとも西側の電車ホームの両側を利用して発着しており、将来の電車線増設に備えて建設した東側の電車用ホームを臨時に小口および特小到着貨物ホームとして使用した。上野と結ぶ高架線は、貨物線が東側に1線増設され、駅北側で駅構内の貨物扱い施設の線路に分岐した。高架に貨物扱いを移転したことで、砂利や木材といった荒物の扱いが全廃された。
1928年（昭和3年）7月からは地上の貨物設備を撤去して第3期・第4期高架線工事に着手した。1931年（昭和6年）4月初旬に設備が竣功し、4月10日から使用開始した。同時に仮高架設備は廃止となった。
高架貨物ホームは南北方向に全長438.48メートルのものと全長430.00メートルのものの2面があり、神田明神通りを境にして南北に分割される。西側南部は第1ホームとして発送小口扱いおよび特別小口扱いの積み込み場とされ、全長197.58メートル、幅9.9メートルある。西側北部は第2ホームとして到着貸切扱いの積卸場で、全長240.90メートル、幅9.9メートルである。東側南部は第3ホームで、発送貸切扱い貨物および長尺物および水運貨物の積卸場で、全長191.90メートル、幅9.16メートルである。東側北部は第4ホームで、到着貸切扱い貨物・到着特別小口扱い・小口扱い貨物の積卸場で全長238.10メートル、幅9.16メートルある。高架上のホームと下層の間を結んでエレベーターやシューターが設けられ、他にトラベリングクレーンやモノレールテルハの設備もあった。線路は1番線から11番線までと、下り本線、上り本線の計13本があった。当駅に発着する貨車は、田端操車場と結ぶ小運転によって送り込まれていた。
従来、総武本線は両国駅を起点としており、東京市街地中心部へは路面電車やバスへの乗換を要していた。この線を市街地中心部まで乗り入れさせる計画は昔からあったが、関東大震災の後の復興計画に際して区画整理とともに用地買収を行い、昭和初期になり総武本線の御茶ノ水延伸工事に着手することになった。これにより御茶ノ水では中央線と直接連絡するとともに、秋葉原では山手線・京浜東北線と交差して乗換連絡の役割を果たすことになる。秋葉原では、東京上野間の線路の上を跨ぎ越すことになるため、地上に対して14メートルから16メートル程度の高さのある高架橋となり、この際に従来の万世橋側の出入口に加えて昭和通り側の出入口が開設された。総武線ホームは対向式の長さ211メートル、幅6.5メートルのもの2面で、エレベーターとエスカレーターが備えられた。1932年（昭和7年）7月1日、総武本線御茶ノ水駅 - 両国駅間が開通し、三層立体構造の高架駅となった。

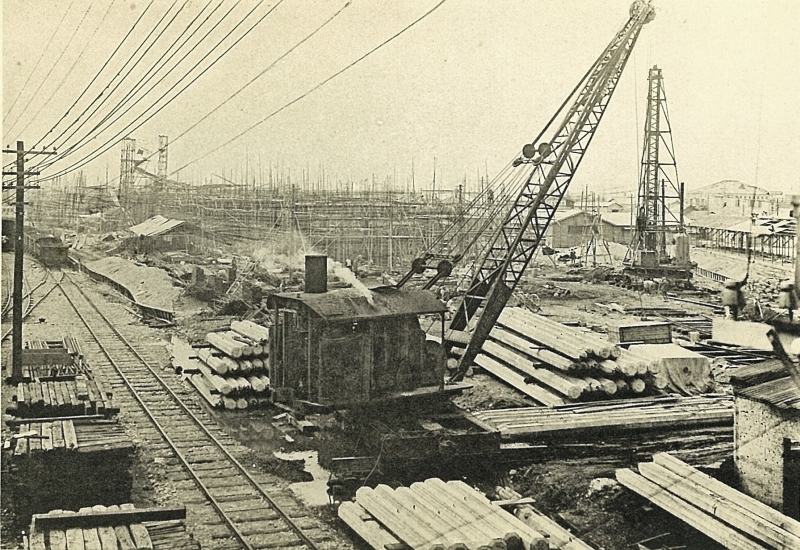
秋葉原駅付近の高架工事
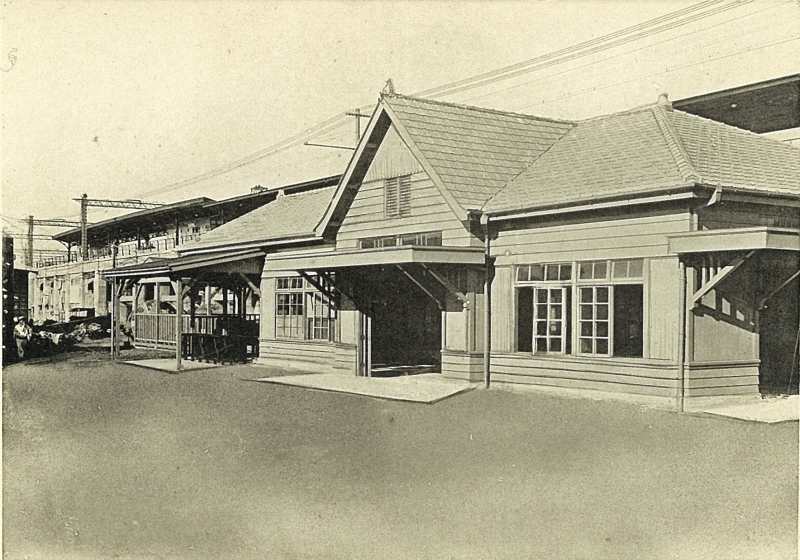
旅客開業したころの駅舎
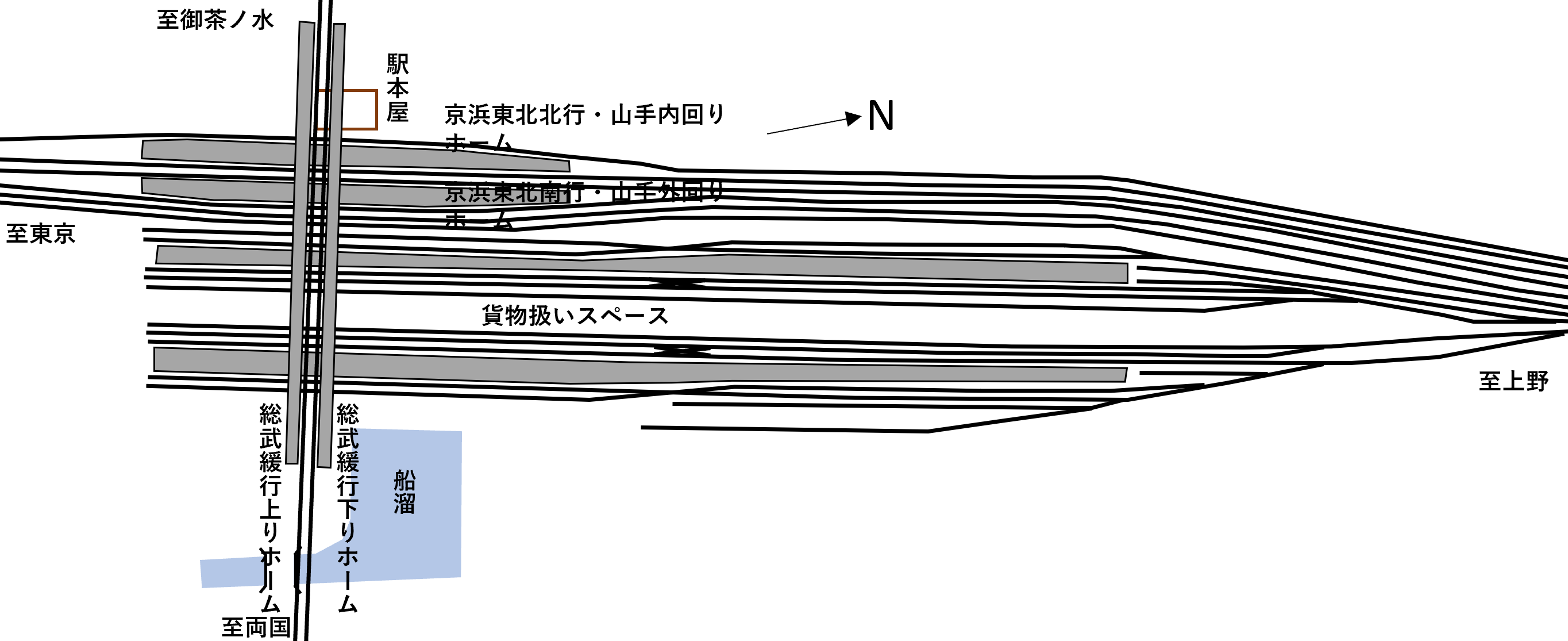
秋葉原駅の構内配線図、1932年（昭和7年）ごろ、総武線ホームは他のホームより1層上に設けられて立体交差となっていた、貨物ホームは南北に分割して北側が主に到着に、南側が主に発送に使われた。

### 旅客営業の推移
総武線開通後の1934年度（昭和9年度）の秋葉原での1日平均乗換人員は39,000人に達した。総武線沿線は工業地帯や住宅地域として急速に発展し、輸送量は激増したため順次電化工事が進められ、1935年（昭和10年）7月1日に千葉駅までの電化工事が完成し、電車の運転が開始された。これにより両国より東の区間では、蒸気機関車牽引列車と電車が併用され、列車本数が多く通過人員も大きくなったことから両国-平井間の線増が計画され、実際に着手したが、戦争により中止となった。
また山手線と京浜東北線についても、田町-田端間で線路を共用して運行されていたが、当初から将来的な分離を想定していた。1936年（昭和11年）から、山手線・京浜東北線の運転線路分離を含んだ輸送力増強工事に着手され、一部に供用を開始した設備もあったが、戦争の影響により分離工事は未完成に終わっていた。
第二次世界大戦後、1949年（昭和24年）に東京駅の設備改良から分離・線増工事が再開され、順次ホームの新設や構築物の建設が進められた。秋葉原駅は、戦前の段階でホームが完成しており、分離前は2面あるホームのそれぞれ西側に電車が発着していた。1956年（昭和31年）11月19日に分離工事が完成し、山手線と京浜東北線の電車が別の線路を走るようになり、秋葉原駅では2面のホームの両側を使用するようになった。ただしその後も施設保守作業の利便を図って、休日を除く10時から15時までは山手線と京浜東北線は線路を共用して運転し、その運転線路は1か月ごとに交互使用することにした。
1962年（昭和37年）5月31日に地下鉄日比谷線の仲御徒町 - 人形町間が開通し、これに合わせて地下鉄の秋葉原駅が開業した。地下鉄秋葉原駅は、国鉄秋葉原駅との乗換が多いと予想されたことからこれを重点として計画し、出入口5か所のうち国鉄連絡口となる通路が特に利用者が多いと想定されたことから幅を5メートルとし、国鉄の改札口に近くなるように設計した。
総武線の沿線の人口増加は続き、秋葉原駅における総武線上りから京浜東北線南行・山手線外回りへの乗換の混雑がはなはだしくなり、神田寄りに1959年（昭和34年）10月1日に新しい階段を増設した。しかし総武線は、1964年（昭和39年）には亀戸 - 平井間でラッシュ時に10両編成を2分30秒間隔で運転しても、平均乗車効率が285パーセントに達する状況となっていた。秋葉原駅では、同じく1964年（昭和39年）の調査では、最混雑1時間に42,500人が総武線上りホームで降車するが、秋葉原駅自体を目的地とするのはその19パーセントの8,000人のみで、72パーセントの30,750人は山手外回り・京浜東北南行へ乗り換え、9パーセントにあたる3,750人が山手内回り・京浜東北北行への乗り換えであった。約7割が山手外回り・京浜東北南行へ乗り換えることから、秋葉原駅は総武線の輸送におけるボトルネックとなっていた。
こうして総武線の線増計画が推進されることになり、当時の帝都高速度交通営団（営団地下鉄）の路線計画とも合わせて5案のルートの比較検討が行われた。総建設費に加えて、新線にどれだけの旅客を転移できるかを勘案し、秋葉原における混雑救済も考慮したことから、大手町駅から西船橋駅に至る地下鉄5号線（東西線）と、東京から両国付近まで新線を建設して、両国から津田沼まで総武線に並行して線増する案の2案を推進することになった。秋葉原における混雑救済が、後者の案で東京直行が決定された理由となった。
まず1969年（昭和44年）3月29日に地下鉄東西線が西船橋まで開業した。これにより総武線平井-亀戸間のラッシュ時の混雑率は307パーセントから255パーセントへ低下し、秋葉原の乗換人員も1日30万人から24万人へと減少する効果をもたらした。そして1972年（昭和47年）7月15日に総武線の線増も完成した。1970年（昭和45年）時点で錦糸町断面で86,000人/時の輸送量に達していたのが、1978年（昭和53年）になると115,000人/時へとさらに急増したが、東京直結の新線が輸送量を受け持ち、秋葉原方面へ流れる輸送量は1971年度（昭和46年度）より減少する結果をもたらした。平井-亀戸間の混雑率は、1971年（昭和46年）の268パーセントから1972年（昭和47年）の223パーセントへと低下し、1960年度（昭和35年度）に比べて一時期は1.6倍まで増えていた秋葉原駅の1日平均定期旅客乗換人数は、東西線開通と総武快速線開通の2回に分けて低下し、1972年度（昭和47年度）には1960年度の1.1倍水準まで戻った。
さらに総武線下りホームは混雑が激しかったことから、1981年（昭和56年）2月から1983年（昭和58年）3月にかけて総工費4億4000万円をかけてホームの拡幅工事を実施した。

### 貨物営業の衰退から廃止
戦後は、日本経済の発展により昭和30年代に貨物取扱量のピークとなった。しかし国鉄の貨物輸送改善のためにコンテナによる一貫輸送および物資別適合輸送への移行が進められ、これは秋葉原駅の貨物扱いには不利となった。狭小な立地に高架で貨物取り扱い設備を設けた秋葉原駅では、新しい輸送体系に対応することができなかった。戦後は、発送は小口混載貨物が主体で、到着は小口混載のほか米、青果類、紙などが上位の扱い品目であった。戦後の秋葉原は生活物資を中心とする小口輸送のターミナルで、これに神田青果市場向けの食料品と紙が到着する駅であった。こうした輸送品目はトラックとの競争で特に不利で、1960年代半ば以降の秋葉原駅は急激に貨物取り扱いを衰退させていくことになった。1956年（昭和31年）にはドック（船入場）の使用を停止し、その後埋め立てられた。また車扱い輸送で大きな品目であった紙の到着も、飯田町駅に飯田町紙流通センターが1972年（昭和47年）11月1日に開設されて移行したことから、輸送量が激減した。これらの輸送体系変更により、1911年（明治44年）時点で東京における貨物駅では隅田川駅に次ぐ第2位の貨物取り扱い量であった当駅は、1970年（昭和45年）になると汐留駅、小名木川駅、越中島駅、品川駅などに取り扱い量をはるかに引き離され、1911年時点での取り扱い量よりも減少している状態であった。
東北新幹線建設に伴い、秋葉原駅構内では支障する貨物第1・第2ホームを撤去する方向となった。また、1973年（昭和48年）4月の上尾事件を受けて、異常時の上野駅の輸送力弾力性確保の必要から電留線を新設することになり、当駅の貨物1・2・3番線を電留線に改築することになった。1974年（昭和49年）4月1日にまず、車扱い貨物を隅田川駅および田端操駅に移転し、都民生活への影響が大きいと見込まれた神田青果市場に発着する貨物のみが残された。しかし、この日以降の市場発着貨物は当初構想していた1日平均12車174トンに対して20パーセントを切る低調な利用となり、当駅の貨物扱いを全面廃止しても影響が少なく、神田市場関係者の同意も得られたことから、1975年（昭和50年）2月1日に秋葉原駅の貨物扱いは全面廃止となった。
貨物廃止後、空いている線を利用して3線の留置線として上野駅の処理能力を救済した。さらに1978年（昭和53年）10月ダイヤ改正において上野駅発着の特急列車の増発が計画され、東北新幹線上野駅建設工事のために上野駅20番線が廃止となったことも合わせて、上野駅の発着能力の救済策をさらに講じる必要が出てきた。このために、東京駅と上野駅の間の通路線を整備して全長320メートルの留置線を2線、秋葉原駅貨物跡地に全長320メートルの留置線を3線整備することになった。1978年（昭和53年）8月24日の切替工事を最後に、ダイヤ改正に間に合う形で留置線化工事が完成した。
また東北新幹線の東京乗り入れ工事に伴い、秋葉原駅構内の貨物ホーム1面2線を撤去して新幹線の路盤に転用した。秋葉原駅構内から上野地下駅までは、半地下式のU型擁壁区間を経て第1上野トンネルへと通じる構造となっており、後にU型擁壁区間の上部に電留線が設置された。

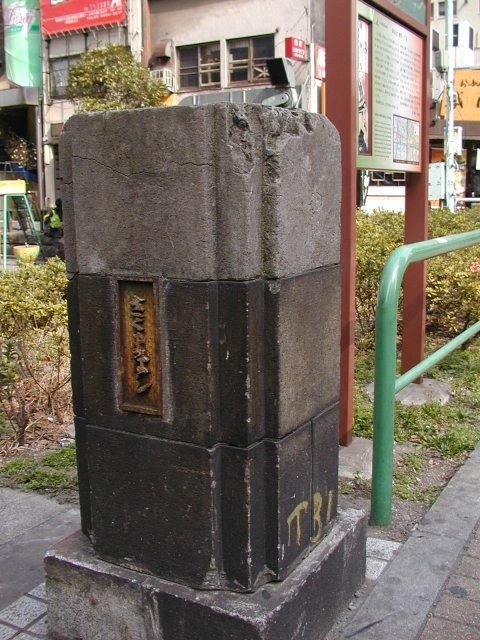
掘割を跨いでいた佐久間橋跡
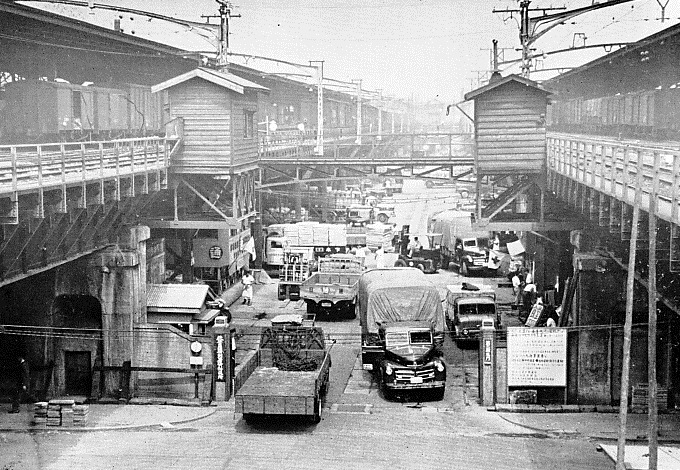
往年の秋葉原貨物駅（1960年ごろ）
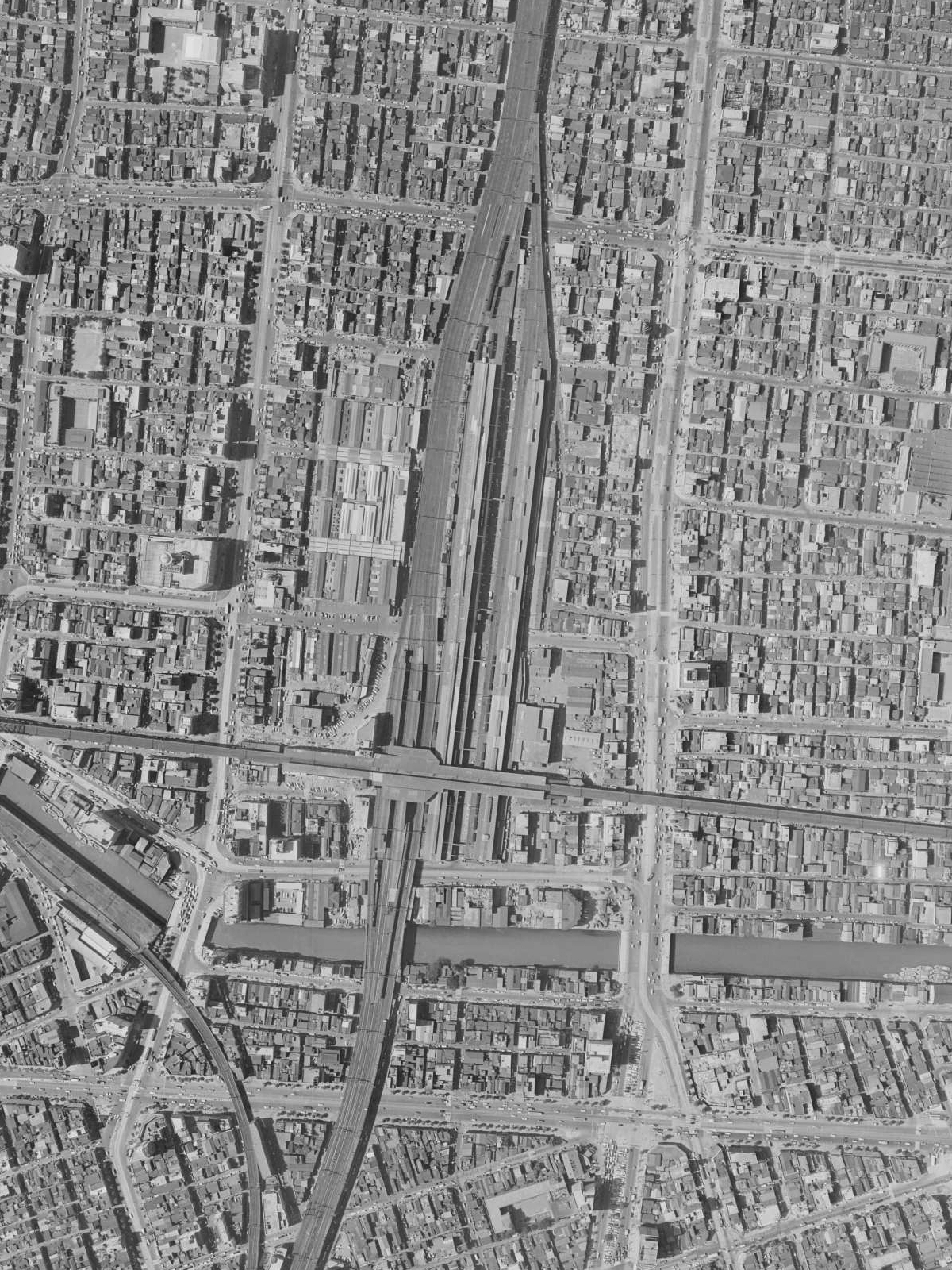
秋葉原駅周辺の白黒空中写真（1963年6月撮影）
国土交通省 国土地理院 地図・空中写真閲覧サービスの空中写真を基に作成

### 国鉄分割民営化以降
国鉄分割民営化後、1988年（昭和63年）3月13日のダイヤ改正で京浜東北線は日中の快速運転を開始し、秋葉原はその停車駅となった。
秋葉原駅の貨物扱い廃止後、電留線の移転集約も行ったことで、この地区に日本国有鉄道清算事業団が所有する約3.1ヘクタールの土地が生まれた。さらにこれとはJRの線路を挟んで西側に、1989年（平成元年）5月に東京都の神田市場が廃止となって約2.7ヘクタールの土地が生まれた。これらを周辺地区と一体的に整備することに加えて、常磐新線（のちのつくばエクスプレス）乗り入れが予定されていたことから、学識経験者や関連行政機関などの関係者を加えた調査委員会が設置され、秋葉原駅周辺地区整備計画がまとめられた。1993年（平成5年）1月にまず常磐新線の秋葉原 - 新浅草（仮称）間の工事施行認可がなされ、1996年（平成8年）4月に土地区画整理事業都市計画決定、1997年（平成9年）4月事業計画決定が行われて、秋葉原地区の土地区画整理事業が進められることになった。
土地利用の計画として、東西方向には既存の練塀通りおよび神田明神通りを拡幅整備し、南北方向にはJR線より東側に新たに補助街路第319号線を整備することになり、また秋葉原駅の東側と西側にそれぞれ駅前広場を配置することになった。そしてこの補助街路第319号線の地下につくばエクスプレスが配置されることになった。つくばエクスプレスの秋葉原駅は、幅13 - 23メートル、掘削深さ37メートル、ホーム幅は5 - 12メートル、長さは6両対応の125メートルで開業するが、8両対応の165メートルに延長可能な構造とした。補助街路第319号線とその地下のつくばエクスプレスは、JRの総武線と交差することになり、道路や駅の構造を満足するためには総武線の高架改築が必要となった。JR東日本に改築工事を委託して、高架橋の上部は残し、下部を造り替えて、3列12本の柱で受け替えて、中央の4本の柱は地下駅の柱ともなる構造になった。
つくばエクスプレス開業時には、JRの駅でもさらに利用客が増加することになる。そこでつくばエクスプレスからの利用客がJRの駅に円滑に乗り換えられるように、JR駅に新たに中央口を開設することになった。さらにそれまで5メートル間隔で林立していた高架橋の橋脚を改築して、橋脚が11メートル間隔の新しい高架橋を下部に造り、上部の既存構造物を支える構造として、約1,800平方メートルの見通しの良い広い高架下空間を整備して、中央口と電気街口の間が結ばれた。合わせてバリアフリー対策が行われ、総武線・山手線・京浜東北線と電気街口・中央口を結ぶエスカレーターが新たに設けられた。
日比谷線と乗り換える乗客が多く利用する昭和通り口についても、改札前後共に狭くて朝ラッシュ時には激しく混雑し、また昭和通り口から山手線・京浜東北線を利用するためにはいったん総武線ホームを経由しなければならない構造であったことが混雑に拍車をかけていた。さらにエスカレーターはあるもののエレベーターは未整備で、バリアフリー対策が課題となっていた。そこで、つくばエクスプレス工事に合わせて建設中の総武線高架橋を利用して、山手線・京浜東北線ホームへ向かう歩行者動線を2階の通路に分離して総武線ホームを経由する必要をなくした。さらに周辺の広場や通りと駅構内の段差を解消し、総武線ホームへ向かうエレベーターを整備してバリアフリー化を行い、つくばエクスプレス開業までに完成させた。
2005年（平成17年）8月17日にまずJRの中央口が開設され、8月24日につくばエクスプレスが開業した。駅北西側の都有地では秋葉原UDXや秋葉原ダイビルが建設され、駅北東側の鉄道建設・運輸施設整備支援機構（旧日本国有鉄道清算事業団）所有地ではヨドバシAkibaが建設された。
一方、総武線高架橋の内部に建設されて1951年（昭和26年）に開業したアキハバラデパートは、耐震補強が未実施のまま老朽化が進行しており、2002年（平成14年）にアトレがアキハバラデパートの経営権を取得し、2006年（平成18年）12月31日をもって老朽化を理由として営業終了となった。高架下のスペースをリニューアルするとともに、高架橋両側のJR用地を活用して一体的な開発を実施することになり、北棟は地上4階建て、南棟は地上7階建てとなり、2010年（平成22年）11月19日にアトレ秋葉原1としてグランドオープンした。
かつて存在していた東京 - 上野間の東北本線線路は、東北新幹線建設に伴い神田駅付近で分断され、当駅構内の線路は留置線として利用されてきた。その後、上野東京ラインが神田駅付近の東北新幹線の高架のさらに上層部に建設され、2015年（平成27年）3月14日に開業した。なお当初は当駅に停車する予定でホーム設置などが検討されたが、費用とコスト面の問題などから見送られることとなった。

### 年表
- 1890年（明治23年）11月1日：日本鉄道の秋葉原貨物取扱所として開業[49]。
- 1893年（明治26年）5月1日：船溜の設置工事が完成し、水運との連絡開始[19]。
- 1906年（明治39年）11月1日：鉄道国有法により、国有化[6]。
- 1909年（明治42年）10月12日：線路名称の制定により、東北本線の所属となる[91]。
- 1923年（大正12年）9月1日：関東地震（関東大震災）により、駅本屋など焼失[25][26]。
- 1925年（大正14年）11月1日：東北本線上野駅 - 東京駅間の高架線が開業、旅客営業を開始[49]。
- 1928年（昭和3年）4月1日：高架貨物駅西側貨物積卸場が完成[49]。地上での貨物扱いを廃止し、上野と結ぶ地上貨物線も廃止[40]。
- 1931年（昭和6年）
  - 4月10日：東側貨物積卸場完成、仮の高架貨物扱い設備を廃止[44]。
  - 10月1日：高架下のスペースを利用した貨物倉庫の営業を開始[69]。
- 1932年（昭和7年）7月1日：総武本線・御茶ノ水駅 - 両国駅間が開業し、乗換駅となった[49]。この時に3層構造の高架駅となった[49]。高架線の総武線の開通によりエスカレーターが設置されたが、これは国鉄初のエスカレーターであった[92]。
- 1945年（昭和20年）3月10日：太平洋戦争中に空襲（東京大空襲）に遭い、駅舎が全焼。留置していた客車14両と貨車50両が焼失[93]。
- 1951年（昭和26年）11月15日：現在の電気街口にアキハバラデパートが開店[61]。
- 1956年（昭和31年）
  - この年：ドックの使用を停止[71]。
  - 11月18日：総武緩行線下りホームと京浜東北線・山手線ホームとを結ぶ跨線橋を増設[新聞 3]。
  - 11月19日：山手線と京浜東北線の分離運転を開始し、2面あるホームの両側を使うようになる[57]。
- 1959年（昭和34年）10月1日：総武緩行線上りホームと京浜東北線南行・山手線外回りホームの間の新階段を神田側に増設し、使用を開始[61]。
- 1962年（昭和37年）5月31日：帝都高速度交通営団（営団地下鉄）日比谷線の秋葉原駅が開業[94]。
- 1963年（昭和38年）10月31日：ドック跡に第5荷捌場を新設[69]。
- 1965年（昭和40年）12月2日：日本最長（当時）のエスカレーターが昭和通り口と総武線各駅停車ホームの間に設置[95]。
- 1966年（昭和41年）
  - 4月1日：山手線・京浜東北線ホーム⇔総武線各駅停車ホーム間の連絡通路が拡張される[新聞 4]。
  - 12月3日：デパート口改札を新設[新聞 5]。
- 1973年（昭和48年）11月26日：貨物第1ホームの使用を停止[69]。
- 1974年（昭和49年）4月1日：一般扱いの貨物を廃止し、東京都中央卸売市場神田市場発着の野菜類・漬物類・果実類に貨物扱いを限定[69]。
- 1975年（昭和50年）2月1日：貨物の営業を廃止[96]。
- 1987年（昭和62年）4月1日：国鉄分割民営化に伴い、国鉄の駅はJR東日本の駅となる[97]。
- 1988年（昭和63年）3月13日：京浜東北線が日中の快速運転を開始し、当駅はその快速停車駅となる[77]。
- 1990年（平成2年）12月1日：JR東日本の電気街口に自動改札機を設置[98]。
- 1992年（平成4年）11月5日：JR東日本の昭和通り口に自動改札機を設置[99]。
- 1993年（平成5年）
  - 日程不明：営団の駅で駅冷房を開始[100]。
  - 11月4日：営団で継続定期券発売機を導入[101][注 3]。
- 2001年（平成13年）11月18日：JR東日本でICカード「Suica」の利用が可能となる[報道 2]。
- 2004年（平成16年）4月1日：営団地下鉄民営化に伴い、日比谷線の駅は東京メトロに継承される[報道 3]。
- 2005年（平成17年）
  - 6月：昭和通り口にアトレヴィ秋葉原が開業[102]。
  - 8月17日：JR駅の中央口改札を新設[87]。
  - 8月24日：首都圏新都市鉄道つくばエクスプレスが開業[新聞 1][新聞 6]。
- 2006年（平成18年）12月31日：アキハバラデパートが閉店[新聞 2]。同時にデパート口改札を閉鎖[103]。
- 2007年（平成19年）3月18日：東京メトロ・首都圏新都市鉄道でICカード「PASMO」の利用が可能となる[報道 4]。
- 2010年（平成22年）
  - 4月28日：JR1階改札内コンコースにフードコートエリア「Tokyo Food Bar」が開業[104]。
  - 11月19日：アキハバラデパート跡地に新駅ビル「アトレ秋葉原1」が開業[報道 1]。アトレヴィ秋葉原がアトレ秋葉原2に改称[報道 5]。旧デパート口改札をアトレ1改札口と改称して再設置[105]。
- 2013年（平成25年）3月16日：日比谷線秋葉原駅において、都営地下鉄新宿線岩本町駅との連絡運輸を開始[報道 6]。
- 2015年（平成27年）6月20日：山手線（2・3番線）でホームドアの使用を開始[106]。
- 2016年（平成28年）
  - 3月31日：日比谷線ホームに発車メロディを導入[報道 7]。曲はAKB48の「恋するフォーチュンクッキー」[報道 8]。
  - 5月15日：2017年（平成29年）4月中旬完了予定でJR東日本秋葉原ビルの解体を開始[107]。
- 2019年（平成31年・令和元年）
  - 2月13日：京浜東北線（1・4番線）でホームドアの使用を開始[報道 9]。
  - 3月1日：JR東日本の駅が業務委託化[108]。
  - 10月7日：JR東日本秋葉原ビルの跡地に、ホテル「JR東日本ホテルメッツ 秋葉原」が開業[報道 10]。JR東日本の東西自由通路がリニューアル[報道 11]。
- 2020年（令和2年）
  - 2月7日：日比谷線ホームの発車メロディのバージョンを変更[109]。
  - 秋：JR東日本で、駅ナカシェアオフィス「STATION BOOTH」が開業[報道 12]。
- 2021年（令和3年）3月12日：昭和通り口のみどりの窓口の営業を終了[110]。
- 2024年（令和6年）
  - 3月16日：ダイヤ改正により、当駅に停車していた新宿さざなみ・新宿わかしおが通過に変更。これにより当駅に停車する特急列車が消滅した。
  - 5月6日：Tokyo Food Barが閉業[111]。
- 2025年（令和7年）
  - 4月7日：JR1階改札内コンコースにエキナカ商業施設「エキュート秋葉原」が開業[111][報道 13][報道 14]。
  - 4月23日：JR東日本の5・6番線（総武線各駅停車）ホームでスマートホームドアの使用を開始[報道 15]。

### 駅名の由来
秋葉原の名の由来は、元々この地にあって人々が秋葉社（あきばしゃ、あきはしゃ）と呼んだ神社であり、「秋葉社の原っぱ」が語源である。なお、同社は1890年（明治23年）の駅開設に伴い台東区松が谷三丁目10番7号に移転されている。秋葉神社の分社が秋葉原駅長室にも神棚のような形で残されている。
古くは「秋葉の原（あきばのはら）」「秋葉っ原（あきばっぱら）」と呼ばれていた。一方、駅の呼称としては、1907年（明治44年）に「あきははら」(Akihahara)から「あきはばら」(Akihabara)へと変更された。

## 駅構造

### JR東日本
JR東日本ステーションサービスが駅業務を受託している御茶ノ水駅管理の業務委託駅である。
京浜東北線・山手線、およびそれと並走して当駅を通過する上野東京ライン・東北新幹線の高架橋のさらに上を総武線の高架橋が直交して乗り越すオーバークロス構造になっている。
京浜東北線と山手線は島式ホーム2面4線、総武線は相対式ホーム2面2線を有する高架駅である。そのため、京浜東北線・山手線から総武線に乗り換える時は、東京寄りの階段を上ると新宿方面（5番線）に、上野寄りの階段を上ると千葉方面（6番線）につながる。
改札口は電気街改札・昭和通り改札・中央改札・アトレ1改札の4か所である。また、電気街口と中央改札口の間に改札外の東西自由通路が設置されている。改札口のうち、アトレ1改札口は総武線ホームと駅ビル「アトレ秋葉原1」を直接連絡する改札口である。これは、2006年（平成18年）12月31日まで存在していた総武線ホームと旧駅ビル（アキハバラデパート）を直接連絡するデパート口改札と同じ場所に再設置されたものである。みどりの窓口が電気街口、指定席券売機が電気街改札と中央改札口、短距離自動券売機がアトレ1改札口にそれぞれ設置されている。
以前は、電気街口、昭和通り口ともに改札内コンコースの途中に階段があり、バリアフリーに対応していない上、電気街口からは京浜東北線および山手線ホーム、昭和通り口からは総武線ホーム・デパート口からは総武線千葉方面6番線のみ直結で、直結されていないホームへはそれぞれ直結するホームを経由して乗り換え階段を利用するか、外からの利用であれば直結する改札口へ迂回する必要があるなど不便であったが、2005年（平成17年）のつくばエクスプレスとヨドバシAkibaなどの開業に合わせて構内通路の拡大などの大規模な駅改良工事が行われ、中央改札口と東西自由通路、ならびにエレベーターなどが新設された。また、2019年（令和元年）10月7日には、照明や映像を活用した、東西自由通路のリニューアルが行われた。
中央改札は、2024年（令和6年）4月よりジェイアール東日本企画が提供するショールーミングスペース「AKIBA"CAP"」を1年間契約した広告主が副名称を設定できることになり、同月より1年間契約したYostarにより「Yostar改札」の副名称が付与されている。

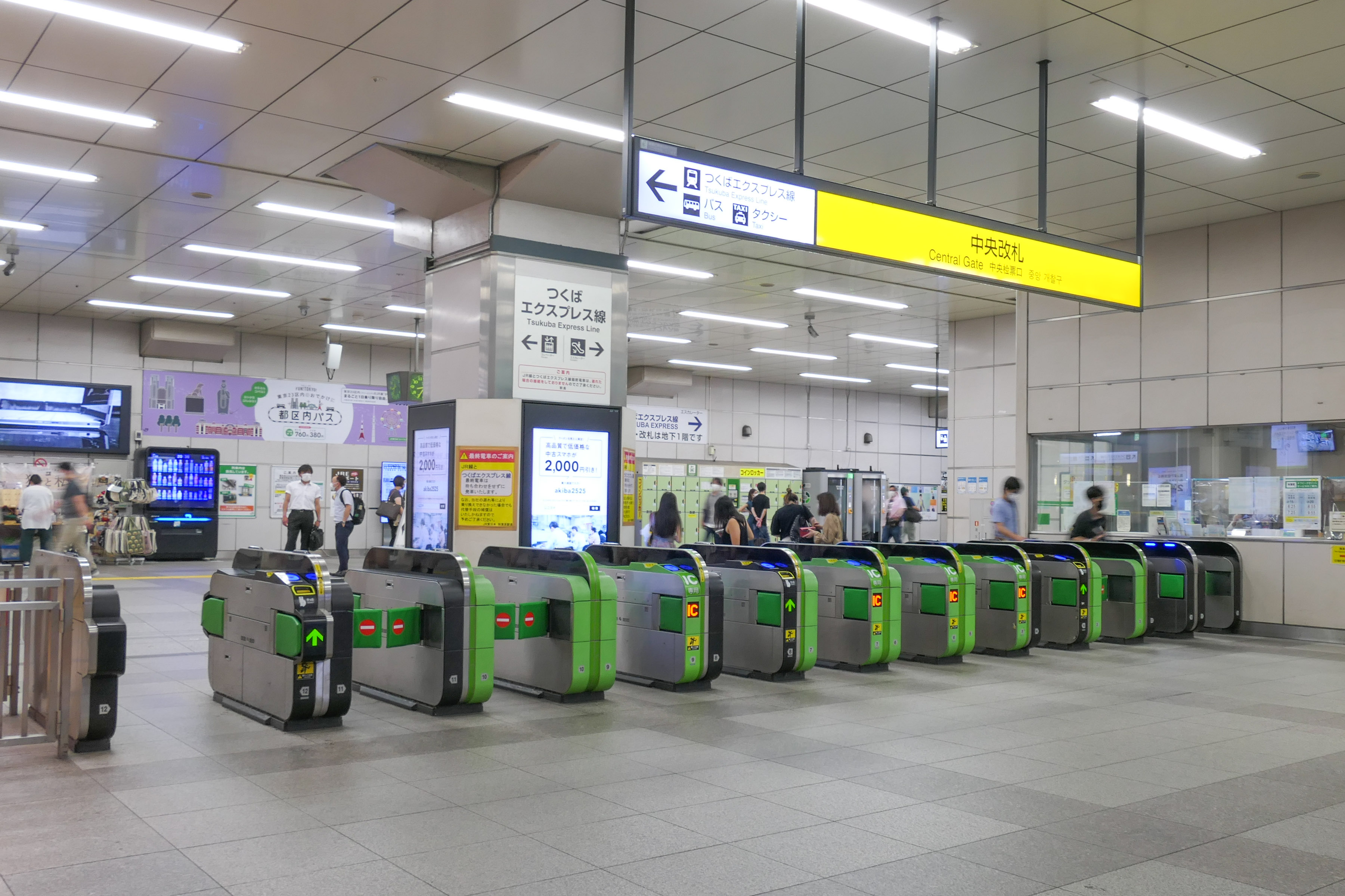
中央改札（2021年7月）
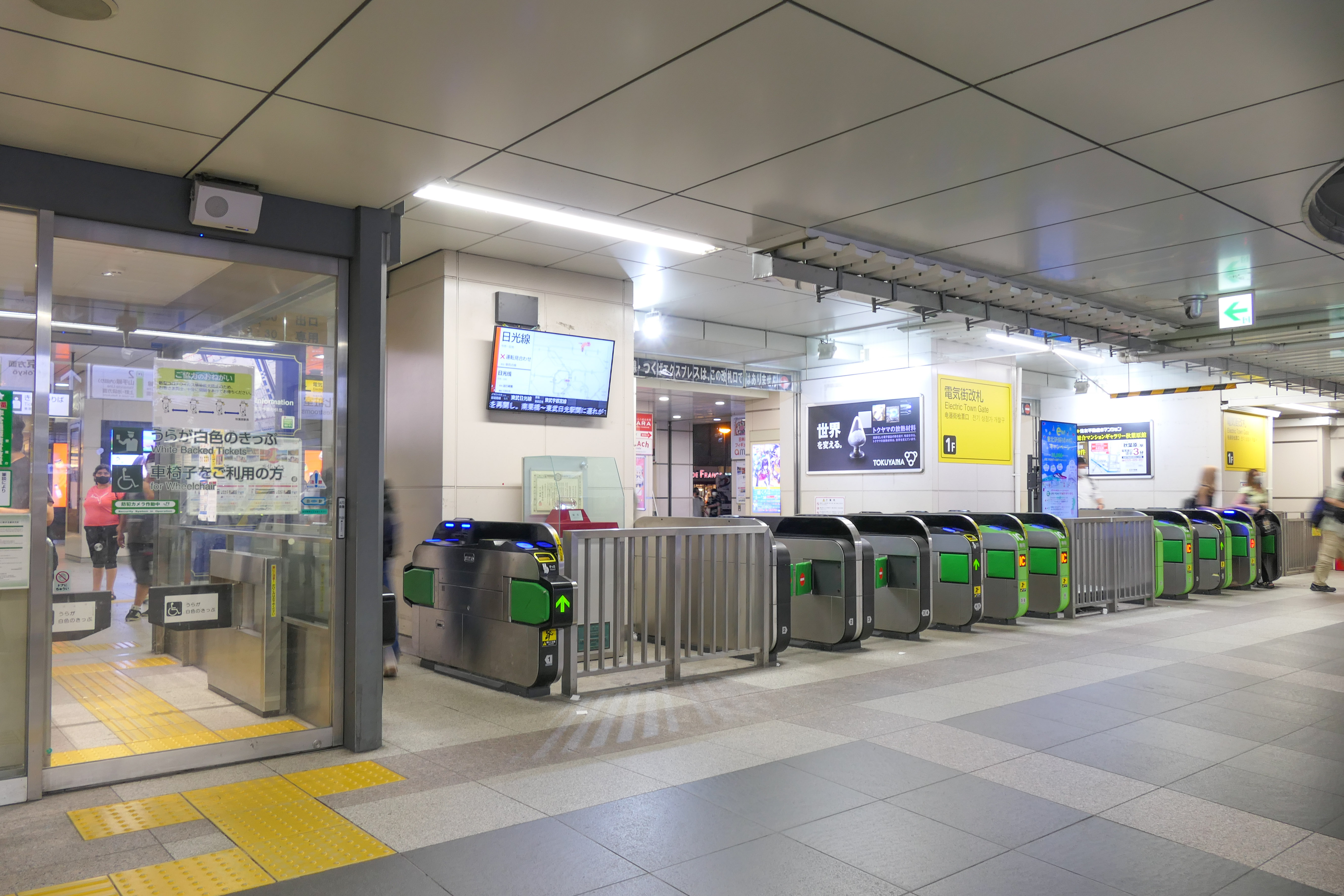
電気街改札（2021年7月）
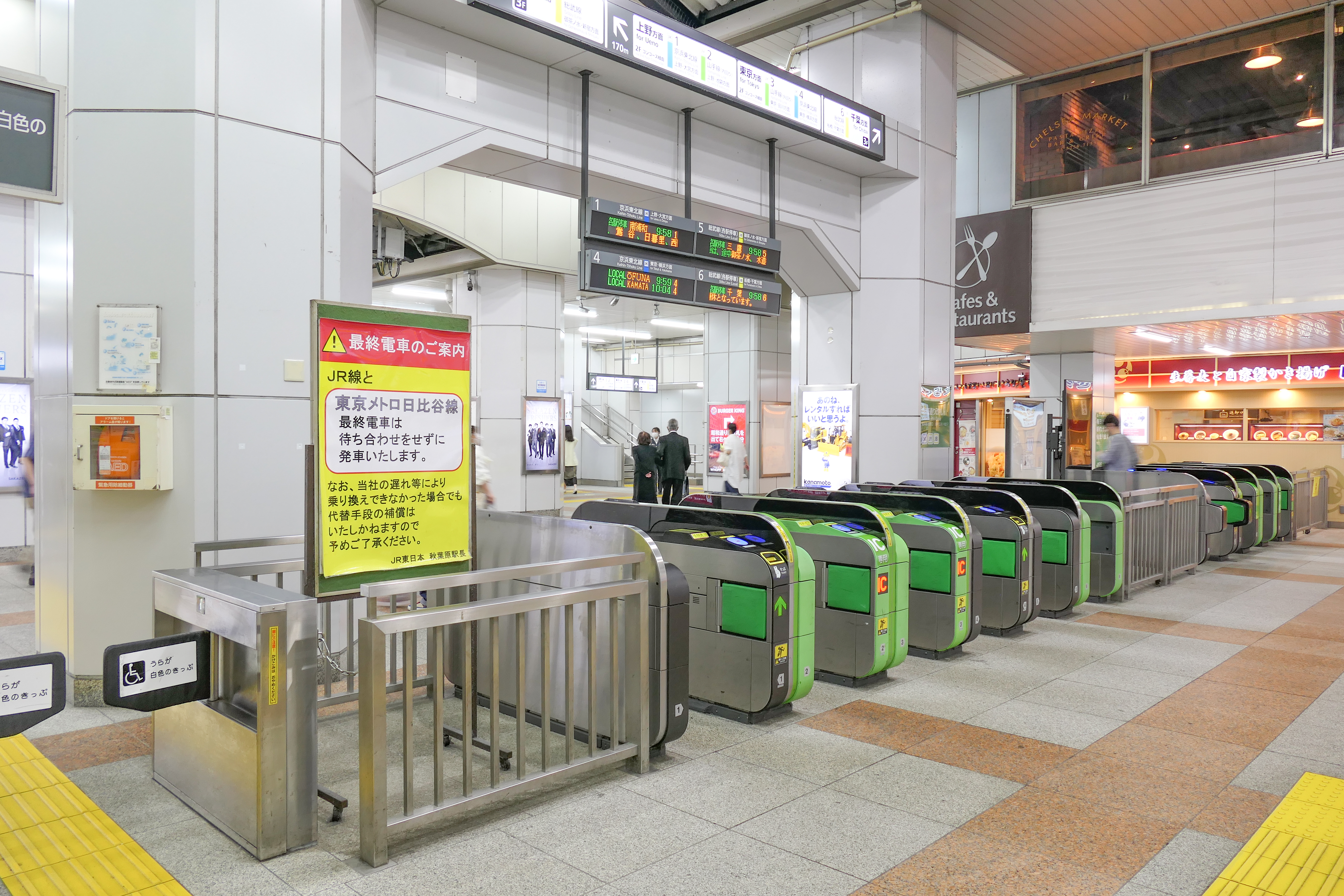
昭和通り改札（2022年6月）
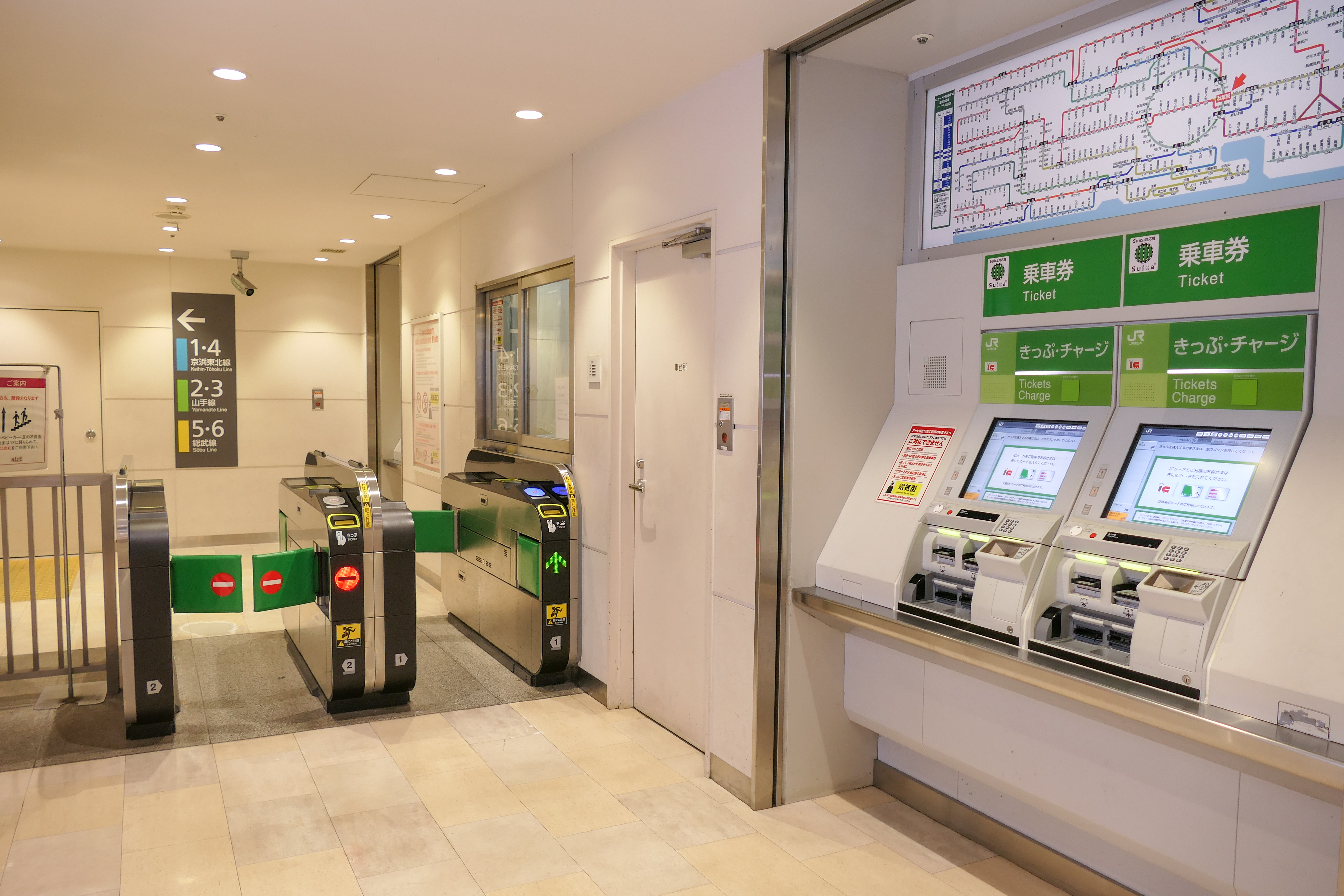
アトレ1改札（2022年9月）

#### のりば

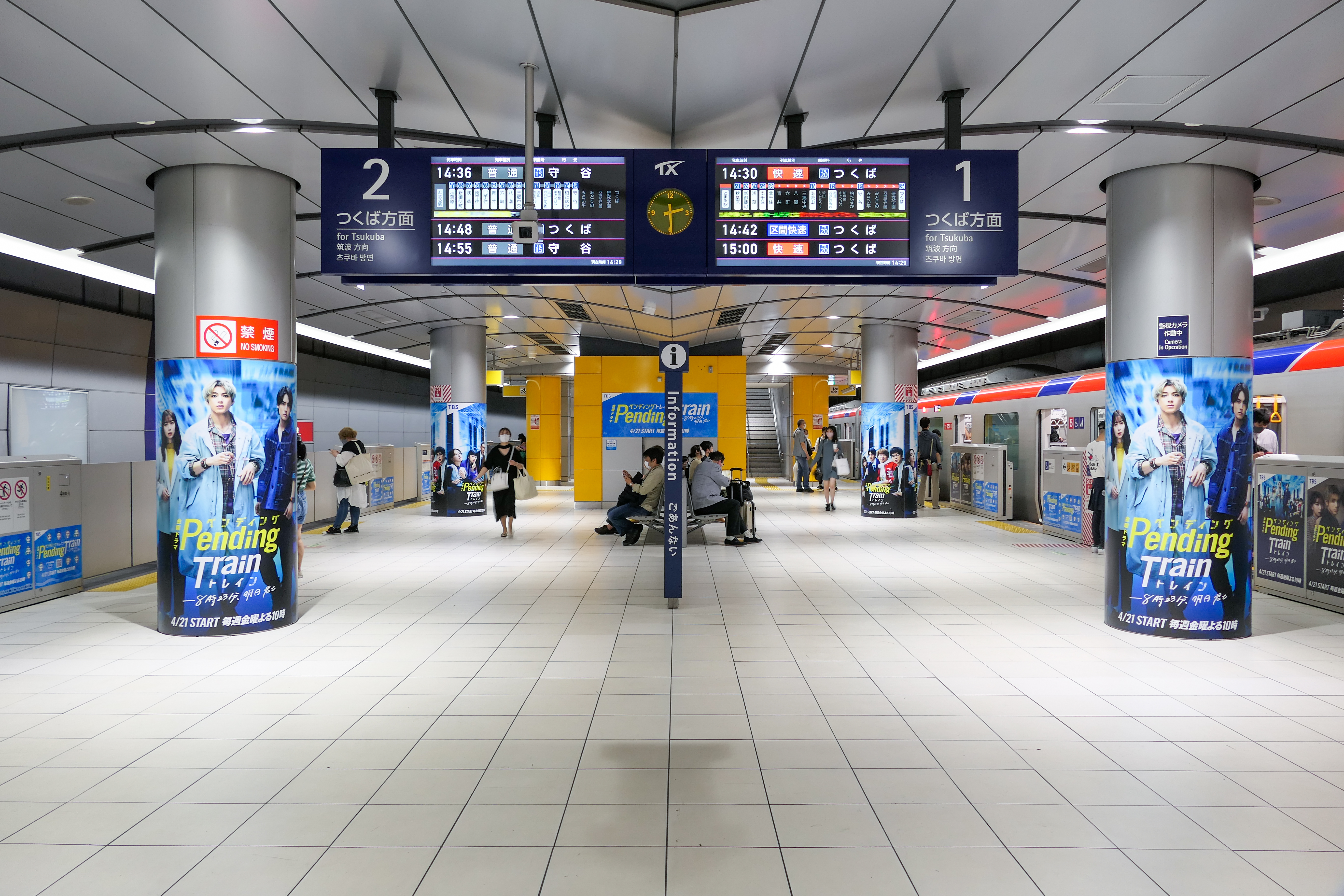
ホーム（2023年5月）

| 番線      | 路線                     | 方向   | 行先               |
| --------- | ------------------------ | ------ | ------------------ |
| 2階ホーム |                          |        |                    |
| 1         | 京浜東北線               | 北行   | 上野・大宮方面     |
| 2         | 山手線                   | 内回り | 上野・池袋方面     |
| 3         | 山手線                   | 外回り | 東京・品川方面     |
| 4         | 京浜東北線               | 南行   | 東京・横浜方面     |
| 3階ホーム |                          |        |                    |
| 5         | 中央・総武線（各駅停車） | 西行   | 御茶ノ水・新宿方面 |
| 6         | 中央・総武線（各駅停車） | 東行   | 船橋・千葉方面     |

- かつては電気街口、昭和通り口がそれぞれ西口、東口という名称だったが、秋葉原電気街振興会の要望で現在の名称に改められた[121]。

#### バリアフリー設備
- エスカレーター：総武線ホーム - 山手線・京浜東北線ホーム、改札口 - ホーム[116]
- エレベーター：コンコース - ホーム（総武線と山手線・京浜東北線ホームを直接結ぶエレベーターはない）[116]
- 多機能トイレ（中央改札・昭和通り口）[116]

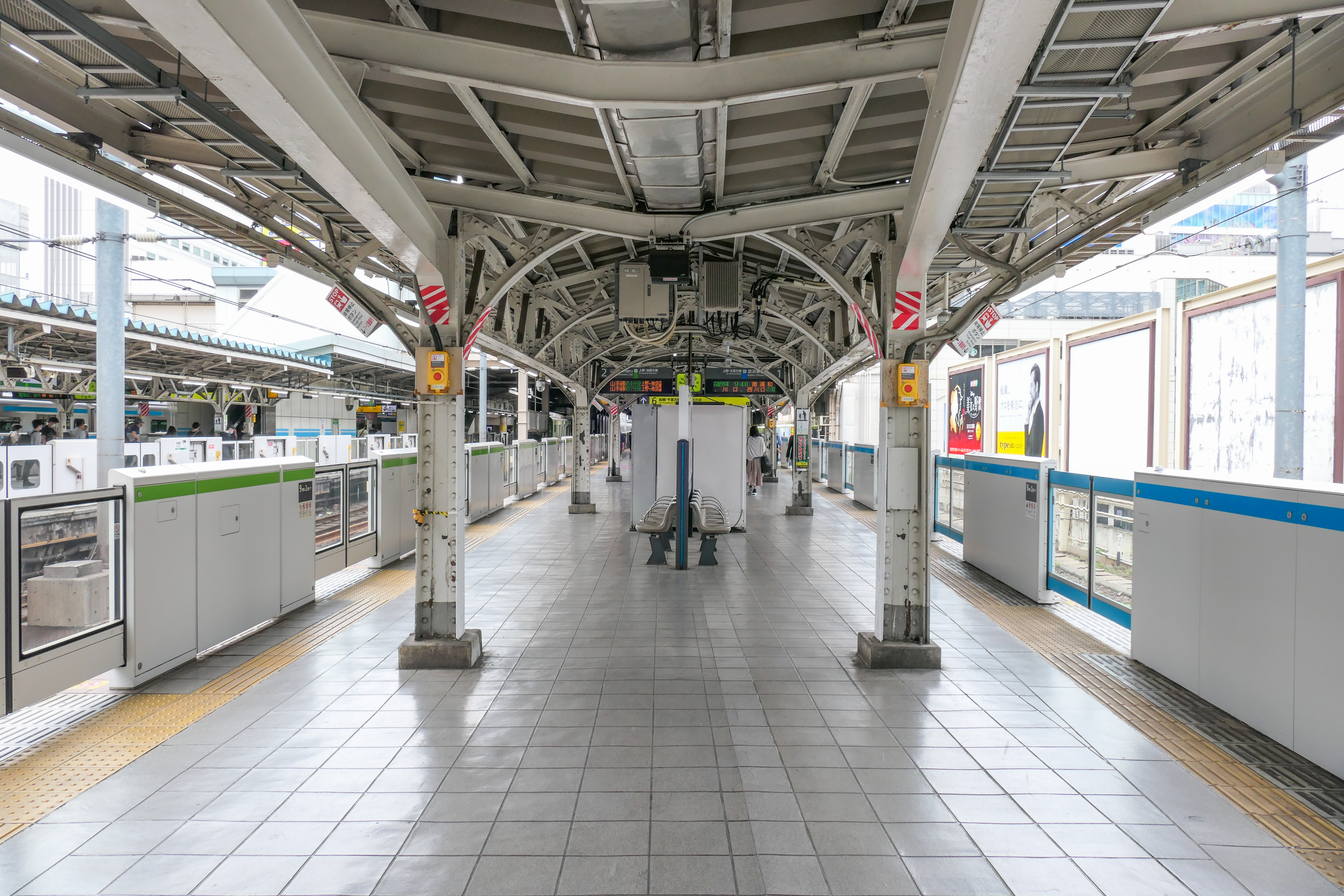
1・2番線（山手・京浜東北線）ホーム（2022年6月）
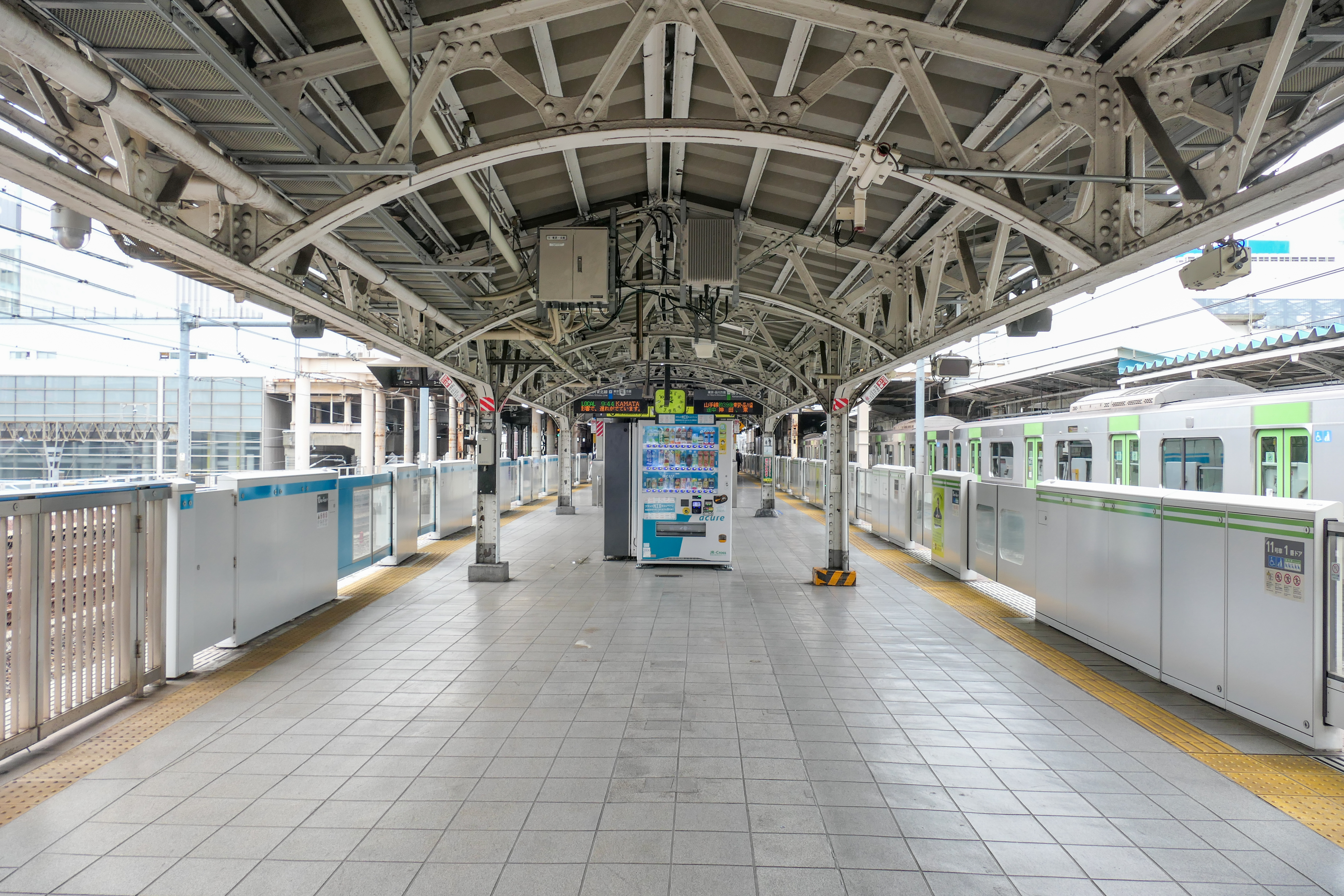
3・4番線（山手・京浜東北線）ホーム（2022年6月）
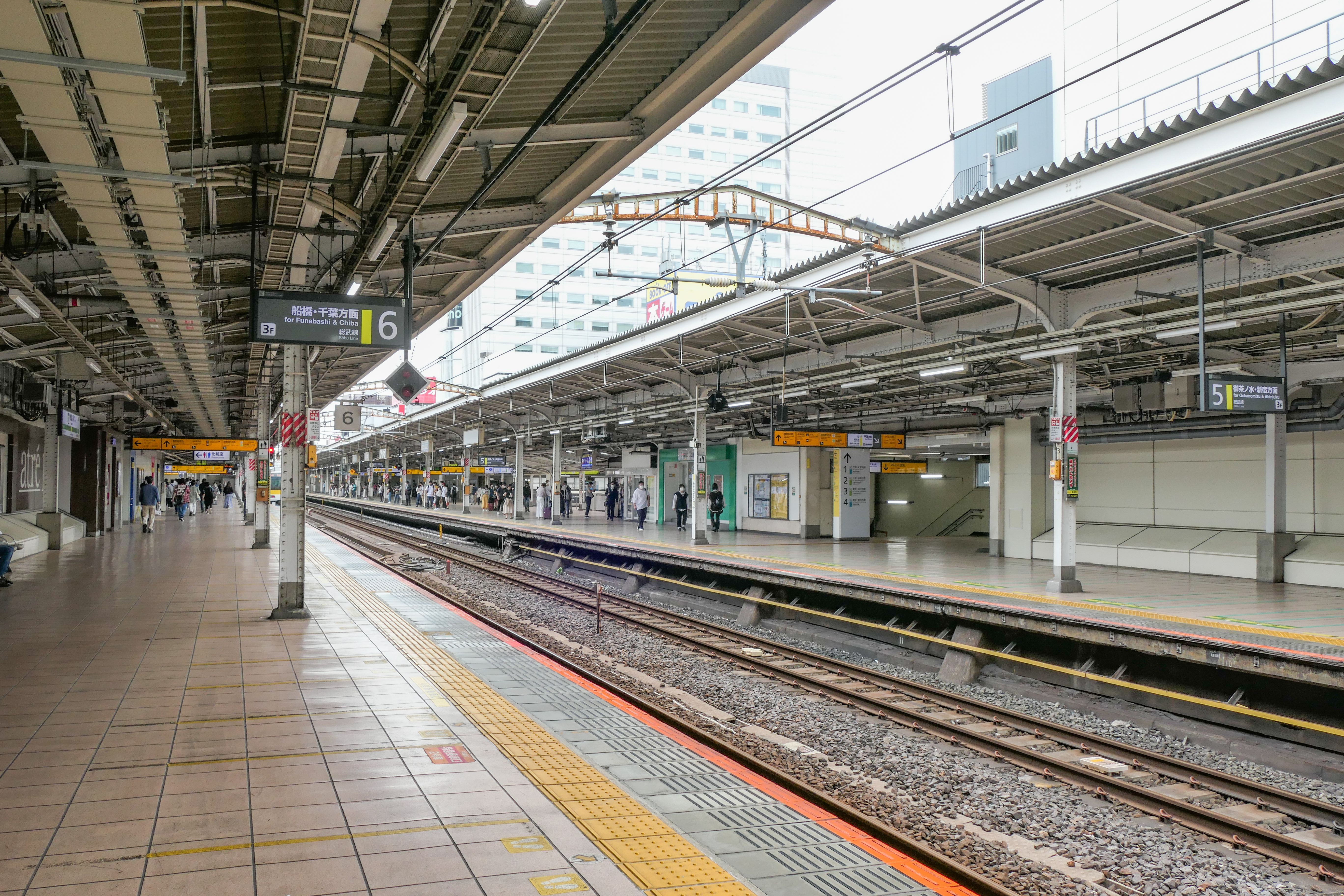
5・6番線（総武緩行線）ホーム（2022年6月）

### 東京メトロ
JR線東側の昭和通りの真下に位置する。相対式ホーム2面2線を有する地下駅で、ホーム延長は当初6両編成対応の120メートルであったが、後に8両編成対応への延長工事が実施された。
当駅と岩本町駅は距離が近いが、同駅の開業以来連絡運輸（メトロ⇔都営地下鉄の乗り継ぎ割引適用）を行っていなかった。しかし、2013年（平成25年）までに乗継割引の適用を開始することが2011年（平成23年）に発表され、同年3月16日から適用が開始された。
仲御徒町寄りの改札口とホームの間にはエレベーター、3番出入口と改札外コンコースの間にはエレベーターとエスカレーターが設置されている。
当駅は「上野駅務管区秋葉原地域」として近隣の駅を管理している。

#### のりば
| 番線 | 路線     | 行先                     |
| ---- | -------- | ------------------------ |
| 1    | 日比谷線 | 中目黒方面               |
| 2    | 日比谷線 | 北千住・久喜・南栗橋方面 |

- 2020年（令和2年）6月6日から運行している座席指定列車「THライナー」では[報道 16]、久喜発恵比寿行きは降車のみ、霞ケ関発久喜行きは乗車のみ取り扱いとなるため、東京メトロ線内のみの利用はできない[報道 16]。

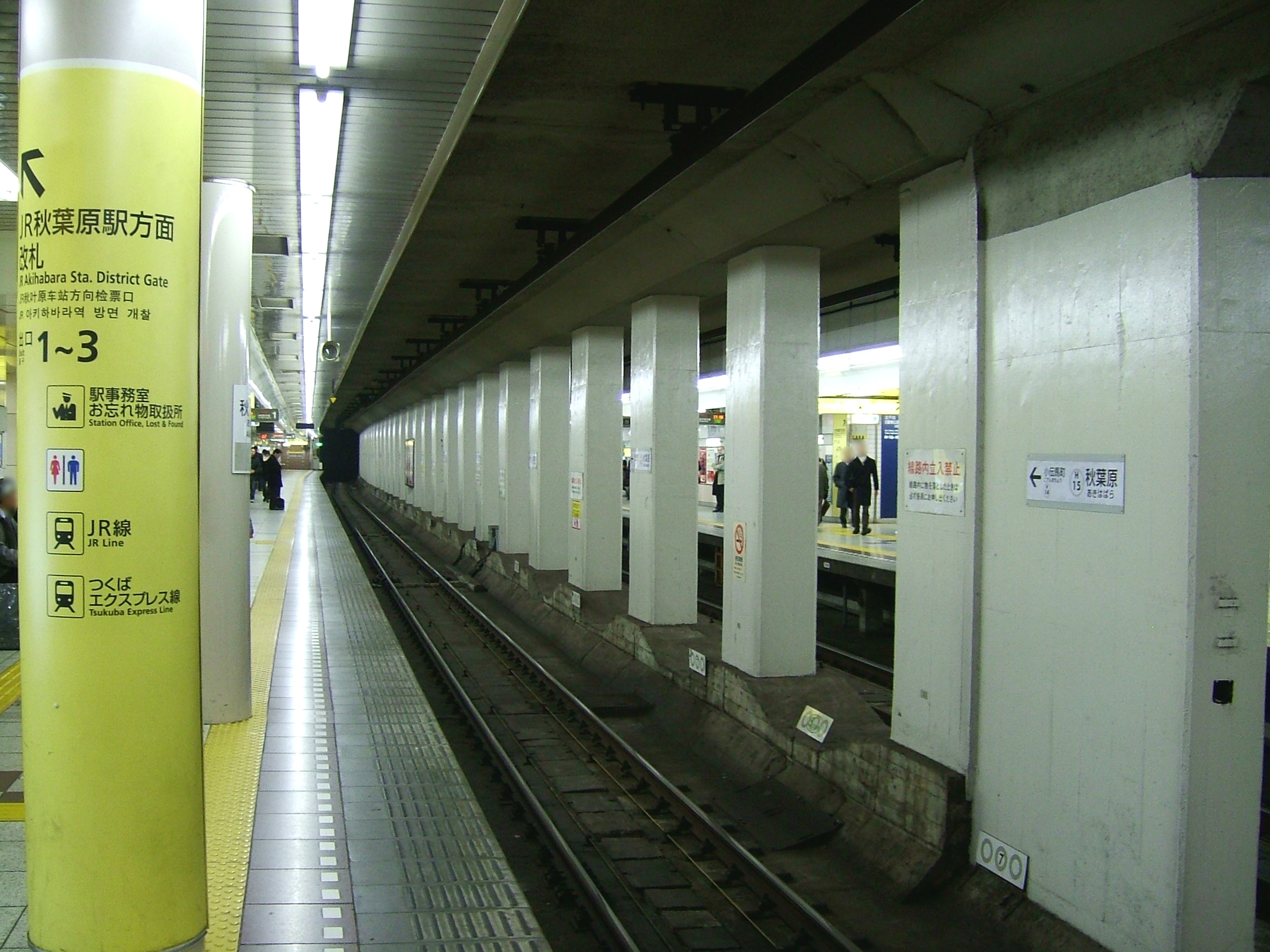
ホーム（2006年12月）

#### 発車メロディ
2016年（平成28年）3月31日から、AKB48の「恋するフォーチュンクッキー」をアレンジした発車メロディを使用している。日比谷線の駅への発車メロディの採用は当駅が初めて。
メロディの制作はスイッチが担当した。なお、当初は福嶋尚哉が編曲したバージョンを使用していたが、2020年（令和2年）2月7日に塩塚博が新規に編曲したバージョンに変更されている。

### 首都圏新都市鉄道

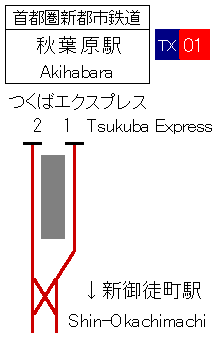
配線図

島式ホーム1面2線を有する地下駅。秋葉原地区開発計画との整合を図り、幅員25メートルの区道（補助319号線）直下に地下4層構造で建設された。駅務管理所所在駅で、秋葉原駅務管理所として当駅 - 南千住駅間を管理している。ホームの側壁には部分的につくばエクスプレスのロゴが存在する。
A1からA3の3つの出口があり、このうちA1・A2出口がJRの中央改札と連絡している。A1出入口は開業時は単独建物だったが、後に駅ビルと一体化した。また、A3出入口はヨドバシAkibaのエントランスと一体化する形となっている。A2出入口のみが交通広場に単独で設けられている。
地上面からホームまでの深さは約35メートルで、つくばエクスプレスの全線で最も深い。これは駅の北側で蔵前橋通りを交差する線形となっており、その直下に埋設されている上水道幹線および下水道幹線を避けるためで、また当駅から東京駅まで延伸される計画があるため、駅の南側にあるワシントンホテルの支持杭への干渉を避けるためでもある。プラットホームは6両編成対応の全長125メートルだが、8両編成対応の165メートルに延長可能な構造で、車止めはホームの先端部から少し先に設置されている。
利用者の増加に伴い、2006年（平成18年）11月24日より自動改札機の増設工事が行われ、翌12月26日に増設分4基の稼動を開始した。その後、利用者がさらに増加したため、2012年（平成24年）9月23日までに改札外トイレの新設とエレベーター専用出入口、エスカレーターの増設工事などが行われた。2019年（令和元年）5月から、将来の8両編成化に対応するためのホーム延長工事が開始されている。また、要人などの休憩場所や視察者への説明会場として使用する目的で、つくば駅と共に「TXルーム」と称する待合室がある。通常は駅会議室としても使用されている。
当駅では、氷蓄熱システムを利用して施設の空調を管理している。
2008年（平成20年）4月17日には、駅ビルとして阪急阪神ホールディングスと共同でTX秋葉原阪急ビル（AKIBA TOLIM・remm秋葉原）が開業した。

#### のりば
| 番線 | 路線               | 方向 | 行先       |
| ---- | ------------------ | ---- | ---------- |
| 1・2 | つくばエクスプレス | 下り | つくば方面 |

- ホーム（2023年5月）

### 出口番号
- 1 - 5（日比谷線）
- A1 - A3（つくばエクスプレス）

## 利用状況

### JR東日本
2023年度（令和5年度）の1日平均乗車人員は211,998人である。同社の駅では新橋駅に次ぐ第9位。2004年度（平成16年度）以前は14万人程度で推移していたが、つくばエクスプレス開業、駅東側開発を機に乗車人員が急増し、2006年度（平成18年度）に20万人を越えた。自社線乗換が計測されない点は考慮すべきであるものの2駅隣にあるターミナル駅の上野駅より多い。
各年度の推移は以下のとおりである。

#### 1日平均乗車人員（1920年代 - 1930年代）
| 1日平均乗車人員推移（日本鉄道／国鉄） （1920年代 - 1930年代） | 1日平均乗車人員推移（日本鉄道／国鉄） （1920年代 - 1930年代） | 1日平均乗車人員推移（日本鉄道／国鉄） （1920年代 - 1930年代） |
| 年度                                                          | 乗車人員                                                      | 出典 （東京府）                                               |
| ------------------------------------------------------------- | ------------------------------------------------------------- | ------------------------------------------------------------- |
| 1925年（大正14年）                                            | 1,824                                                         | [ 府 1 ]                                                      |
| 1926年（昭和元年）                                            | 5,974                                                         | [ 府 2 ]                                                      |
| 1927年（昭和02年）                                            | 7,153                                                         | [ 府 3 ]                                                      |
| 1928年（昭和03年）                                            | 8,670                                                         | [ 府 4 ]                                                      |
| 1929年（昭和04年）                                            | 8,489                                                         | [ 府 5 ]                                                      |
| 1930年（昭和05年）                                            | 7,484                                                         | [ 府 6 ]                                                      |
| 1931年（昭和06年）                                            | 6,462                                                         | [ 府 7 ]                                                      |
| 1932年（昭和07年）                                            | 7,479                                                         | [ 府 8 ]                                                      |
| 1933年（昭和08年）                                            | 9,080                                                         | [ 府 9 ]                                                      |
| 1934年（昭和09年）                                            | 9,919                                                         | [ 府 10 ]                                                     |
| 1935年（昭和10年）                                            | 10,693                                                        | [ 府 11 ]                                                     |

#### 1日平均乗車人員（1953年 - 2000年）
| 1日平均乗車人員推移（国鉄／JR東日本）（1953年 - 2000年） | 1日平均乗車人員推移（国鉄／JR東日本）（1953年 - 2000年） | 1日平均乗車人員推移（国鉄／JR東日本）（1953年 - 2000年） | 1日平均乗車人員推移（国鉄／JR東日本）（1953年 - 2000年） | 1日平均乗車人員推移（国鉄／JR東日本）（1953年 - 2000年） |
| 年度                                                     | 乗車人員                                                 | 順位                                                     | 出典                                                     | 出典                                                     |
| 年度                                                     | 乗車人員                                                 | 順位                                                     | JR                                                       | 東京都                                                   |
| -------------------------------------------------------- | -------------------------------------------------------- | -------------------------------------------------------- | -------------------------------------------------------- | -------------------------------------------------------- |
| 1953年（昭和28年）                                       | 39,037                                                   |                                                          |                                                          | [ 都 1 ]                                                 |
| 1954年（昭和29年）                                       | 40,985                                                   |                                                          |                                                          | [ 都 2 ]                                                 |
| 1955年（昭和30年）                                       | 42,131                                                   |                                                          |                                                          | [ 都 3 ]                                                 |
| 1956年（昭和31年）                                       | 45,646                                                   |                                                          |                                                          | [ 都 4 ]                                                 |
| 1957年（昭和32年）                                       | 48,789                                                   |                                                          |                                                          | [ 都 5 ]                                                 |
| 1958年（昭和33年）                                       | 52,832                                                   |                                                          |                                                          | [ 都 6 ]                                                 |
| 1959年（昭和34年）                                       | 56,771                                                   |                                                          |                                                          | [ 都 7 ]                                                 |
| 1960年（昭和35年）                                       | 60,980                                                   |                                                          |                                                          | [ 都 8 ]                                                 |
| 1961年（昭和36年）                                       | 63,177                                                   |                                                          |                                                          | [ 都 9 ]                                                 |
| 1962年（昭和37年）                                       | 71,506                                                   |                                                          |                                                          | [ 都 10 ]                                                |
| 1963年（昭和38年）                                       | 86,544                                                   |                                                          |                                                          | [ 都 11 ]                                                |
| 1964年（昭和39年）                                       | 95,541                                                   |                                                          |                                                          | [ 都 12 ]                                                |
| 1965年（昭和40年）                                       | 101,381                                                  |                                                          |                                                          | [ 都 13 ]                                                |
| 1966年（昭和41年）                                       | 104,597                                                  |                                                          |                                                          | [ 都 14 ]                                                |
| 1967年（昭和42年）                                       | 108,191                                                  |                                                          |                                                          | [ 都 15 ]                                                |
| 1968年（昭和43年）                                       | 112,518                                                  |                                                          |                                                          | [ 都 16 ]                                                |
| 1969年（昭和44年）                                       | 109,394                                                  |                                                          |                                                          | [ 都 17 ]                                                |
| 1970年（昭和45年）                                       | 106,509                                                  |                                                          |                                                          | [ 都 18 ]                                                |
| 1971年（昭和46年）                                       | 107,833                                                  |                                                          |                                                          | [ 都 19 ]                                                |
| 1972年（昭和47年）                                       | 105,926                                                  |                                                          |                                                          | [ 都 20 ]                                                |
| 1973年（昭和48年）                                       | 109,189                                                  |                                                          |                                                          | [ 都 21 ]                                                |
| 1974年（昭和49年）                                       | 115,402                                                  |                                                          |                                                          | [ 都 22 ]                                                |
| 1975年（昭和50年）                                       | 113,437                                                  |                                                          |                                                          | [ 都 23 ]                                                |
| 1976年（昭和51年）                                       | 112,836                                                  |                                                          |                                                          | [ 都 24 ]                                                |
| 1977年（昭和52年）                                       | 112,140                                                  |                                                          |                                                          | [ 都 25 ]                                                |
| 1978年（昭和53年）                                       | 108,364                                                  |                                                          |                                                          | [ 都 26 ]                                                |
| 1979年（昭和54年）                                       | 107,347                                                  |                                                          |                                                          | [ 都 27 ]                                                |
| 1980年（昭和55年）                                       | 103,655                                                  |                                                          |                                                          | [ 都 28 ]                                                |
| 1981年（昭和56年）                                       | 103,140                                                  |                                                          |                                                          | [ 都 29 ]                                                |
| 1982年（昭和57年）                                       | 102,959                                                  |                                                          |                                                          | [ 都 30 ]                                                |
| 1983年（昭和58年）                                       | 105,691                                                  |                                                          |                                                          | [ 都 31 ]                                                |
| 1984年（昭和59年）                                       | 111,041                                                  |                                                          |                                                          | [ 都 32 ]                                                |
| 1985年（昭和60年）                                       | 111,824                                                  |                                                          |                                                          | [ 都 33 ]                                                |
| 1986年（昭和61年）                                       | 114,789                                                  |                                                          |                                                          | [ 都 34 ]                                                |
| 1987年（昭和62年）                                       | 116,842                                                  |                                                          |                                                          | [ 都 35 ]                                                |
| 1988年（昭和63年）                                       | 126,962                                                  |                                                          |                                                          | [ 都 36 ]                                                |
| 1989年（平成元年）                                       | 125,443                                                  |                                                          |                                                          | [ 都 37 ]                                                |
| 1990年（平成02年）                                       | 129,750                                                  |                                                          |                                                          | [ 都 38 ]                                                |
| 1991年（平成03年）                                       | 133,191                                                  |                                                          |                                                          | [ 都 39 ]                                                |
| 1992年（平成04年）                                       | 132,699                                                  |                                                          |                                                          | [ 都 40 ]                                                |
| 1993年（平成05年）                                       | 135,241                                                  |                                                          |                                                          | [ 都 41 ]                                                |
| 1994年（平成06年）                                       | 135,268                                                  |                                                          |                                                          | [ 都 42 ]                                                |
| 1995年（平成07年）                                       | 137,888                                                  |                                                          |                                                          | [ 都 43 ]                                                |
| 1996年（平成08年）                                       | 140,378                                                  |                                                          |                                                          | [ 都 44 ]                                                |
| 1997年（平成09年）                                       | 137,176                                                  |                                                          |                                                          | [ 都 45 ]                                                |
| 1998年（平成10年）                                       | 137,375                                                  |                                                          |                                                          | [ 都 46 ]                                                |
| 1999年（平成11年）                                       | 137,904                                                  | 17位                                                     | [ JR 2 ]                                                 | [ 都 47 ]                                                |
| 2000年（平成12年）                                       | 137,736                                                  | 17位                                                     | [ JR 3 ]                                                 | [ 都 48 ]                                                |

#### 1日平均乗車人員（2001年以降）
| 1日平均乗車人員推移（JR東日本）（2001年度以降） | 1日平均乗車人員推移（JR東日本）（2001年度以降） | 1日平均乗車人員推移（JR東日本）（2001年度以降） | 1日平均乗車人員推移（JR東日本）（2001年度以降） | 1日平均乗車人員推移（JR東日本）（2001年度以降） | 1日平均乗車人員推移（JR東日本）（2001年度以降） | 1日平均乗車人員推移（JR東日本）（2001年度以降） | 1日平均乗車人員推移（JR東日本）（2001年度以降） | 1日平均乗車人員推移（JR東日本）（2001年度以降） |
| 年度                                            | 乗車人員                                        | 乗車人員                                        | 乗車人員                                        | 乗車人員                                        | 乗車人員                                        | 出典                                            | 出典                                            | 出典                                            |
| 年度                                            | 定期外                                          | 定期                                            | 合計                                            | 前年度比                                        | 順位                                            | JR                                              | 東京都                                          | 千代田区                                        |
| ----------------------------------------------- | ----------------------------------------------- | ----------------------------------------------- | ----------------------------------------------- | ----------------------------------------------- | ----------------------------------------------- | ----------------------------------------------- | ----------------------------------------------- | ----------------------------------------------- |
| 2001年（平成13年）                              |                                                 |                                                 | 137,045                                         |                                                 | 19位                                            | [ JR 4 ]                                        | [ 都 49 ]                                       |                                                 |
| 2002年（平成14年）                              |                                                 |                                                 | 145,157                                         |                                                 | 17位                                            | [ JR 5 ]                                        | [ 都 50 ]                                       |                                                 |
| 2003年（平成15年）                              |                                                 |                                                 | 142,517                                         |                                                 | 18位                                            | [ JR 6 ]                                        | [ 都 51 ]                                       |                                                 |
| 2004年（平成16年）                              |                                                 |                                                 | 141,963                                         |                                                 | 16位                                            | [ JR 7 ]                                        | [ 都 52 ]                                       |                                                 |
| 2005年（平成17年）                              |                                                 |                                                 | 171,166                                         |                                                 | 12位                                            | [ JR 8 ]                                        | [ 都 53 ]                                       |                                                 |
| 2006年（平成18年）                              |                                                 |                                                 | 200,025                                         |                                                 | 10位                                            | [ JR 9 ]                                        | [ 都 54 ]                                       |                                                 |
| 2007年（平成19年）                              |                                                 |                                                 | 217,237                                         |                                                 | 9位                                             | [ JR 10 ]                                       | [ 都 55 ]                                       |                                                 |
| 2008年（平成20年）                              |                                                 |                                                 | 224,084                                         |                                                 | 9位                                             | [ JR 11 ]                                       | [ 都 56 ]                                       |                                                 |
| 2009年（平成21年）                              |                                                 |                                                 | 224,608                                         |                                                 | 9位                                             | [ JR 12 ]                                       | [ 都 57 ]                                       |                                                 |
| 2010年（平成22年）                              |                                                 |                                                 | 226,646                                         |                                                 | 9位                                             | [ JR 13 ]                                       | [ 都 58 ]                                       |                                                 |
| 2011年（平成23年）                              |                                                 |                                                 | 230,689                                         |                                                 | 9位                                             | [ JR 14 ]                                       | [ 都 59 ]                                       |                                                 |
| 2012年（平成24年）                              | 126,683                                         | 107,503                                         | 234,187                                         |                                                 | 9位                                             | [ JR 15 ]                                       | [ 都 60 ]                                       |                                                 |
| 2013年（平成25年）                              | 130,193                                         | 110,133                                         | 240,327                                         |                                                 | 9位                                             | [ JR 16 ]                                       | [ 都 61 ]                                       |                                                 |
| 2014年（平成26年）                              | 131,608                                         | 109,386                                         | 240,995                                         |                                                 | 9位                                             | [ JR 17 ]                                       | [ 都 62 ]                                       |                                                 |
| 2015年（平成27年）                              | 132,986                                         | 110,935                                         | 243,921                                         |                                                 | 9位                                             | [ JR 18 ]                                       | [ 都 63 ]                                       |                                                 |
| 2016年（平成28年）                              | 134,017                                         | 112,605                                         | 246,623                                         | 1.1%                                            | 9位                                             | [ JR 19 ]                                       | [ 都 64 ]                                       |                                                 |
| 2017年（平成29年）                              | 134,878                                         | 115,372                                         | 250,251                                         | 1.5%                                            | 9位                                             | [ JR 20 ]                                       | [ 都 65 ]                                       |                                                 |
| 2018年（平成30年）                              | 134,724                                         | 117,543                                         | 252,267                                         | 0.8%                                            | 9位                                             | [ JR 21 ]                                       | [ 都 66 ]                                       | [ 千 1 ]                                        |
| 2019年（令和元年）                              | 129,173                                         | 118,860                                         | 248,033                                         | −1.7%                                           | 9位                                             | [ JR 22 ]                                       | [ 都 67 ]                                       | [ 千 1 ]                                        |
| 2020年（令和02年）                              | 68,507                                          | 87,594                                          | 156,102                                         | −37.1%                                          | 11位                                            | [ JR 23 ]                                       | [ 都 68 ]                                       | [ 千 1 ]                                        |
| 2021年（令和03年）                              | 81,488                                          | 80,040                                          | 161,529                                         | 3.5%                                            | 11位                                            | [ JR 24 ]                                       | [ 都 69 ]                                       | [ 千 2 ]                                        |
| 2022年（令和04年）                              | 105,503                                         | 85,003                                          | 190,506                                         | 17.9%                                           | 9位                                             | [ JR 25 ]                                       | [ 都 70 ]                                       | [ 千 3 ]                                        |
| 2023年（令和05年）                              | 120,819                                         | 91,179                                          | 211,998                                         | 111.3%                                          | 9位                                             | [ JR 1 ]                                        |                                                 |                                                 |

備考
1. ↑  1925年（大正14年）11月1日に旅客営業を開始。

### 東京メトロ
2024年度（令和6年度）の1日平均乗降人員は111,781人である。同社の全130駅の中では茅場町駅に次ぐ第25位。ここ10年は概ね横ばい傾向である。
開業後以降の推移は以下のとおりである。

#### 1日平均乗車人員（1962年 - 2000年）
| 1日平均乗車人員推移（営団）（1962年 - 2000年） | 1日平均乗車人員推移（営団）（1962年 - 2000年） | 1日平均乗車人員推移（営団）（1962年 - 2000年） |
| 年度                                           | 乗車人員                                       | 出典 （東京都）                                |
| ---------------------------------------------- | ---------------------------------------------- | ---------------------------------------------- |
| 1962年（昭和37年）                             | 10,101                                         | [ 都 71 ]                                      |
| 1963年（昭和38年）                             | 19,968                                         | [ 都 72 ]                                      |
| 1964年（昭和39年）                             | 28,282                                         | [ 都 12 ]                                      |
| 1965年（昭和40年）                             | 35,693                                         | [ 都 73 ]                                      |
| 1966年（昭和41年）                             | 39,176                                         | [ 都 14 ]                                      |
| 1967年（昭和42年）                             | 45,454                                         | [ 都 74 ]                                      |
| 1968年（昭和43年）                             | 49,964                                         | [ 都 75 ]                                      |
| 1969年（昭和44年）                             | 48,688                                         | [ 都 17 ]                                      |
| 1970年（昭和45年）                             | 50,592                                         | [ 都 18 ]                                      |
| 1971年（昭和46年）                             | 53,025                                         | [ 都 19 ]                                      |
| 1972年（昭和47年）                             | 55,666                                         | [ 都 76 ]                                      |
| 1973年（昭和48年）                             | 54,342                                         | [ 都 77 ]                                      |
| 1974年（昭和49年）                             | 57,630                                         | [ 都 78 ]                                      |
| 1975年（昭和50年）                             | 59,052                                         | [ 都 79 ]                                      |
| 1976年（昭和51年）                             | 60,696                                         | [ 都 80 ]                                      |
| 1977年（昭和52年）                             | 62,099                                         | [ 都 81 ]                                      |
| 1978年（昭和53年）                             | 60,427                                         | [ 都 82 ]                                      |
| 1979年（昭和54年）                             | 61,036                                         | [ 都 83 ]                                      |
| 1980年（昭和55年）                             | 61,195                                         | [ 都 84 ]                                      |
| 1981年（昭和56年）                             | 62,690                                         | [ 都 85 ]                                      |
| 1982年（昭和57年）                             | 62,956                                         | [ 都 86 ]                                      |
| 1983年（昭和58年）                             | 64,511                                         | [ 都 87 ]                                      |
| 1984年（昭和59年）                             | 66,375                                         | [ 都 88 ]                                      |
| 1985年（昭和60年）                             | 66,384                                         | [ 都 89 ]                                      |
| 1986年（昭和61年）                             | 67,323                                         | [ 都 90 ]                                      |
| 1987年（昭和62年）                             | 68,716                                         | [ 都 91 ]                                      |
| 1988年（昭和63年）                             | 71,101                                         | [ 都 92 ]                                      |
| 1989年（平成元年）                             | 72,008                                         | [ 都 93 ]                                      |
| 1990年（平成02年）                             | 73,536                                         | [ 都 94 ]                                      |
| 1991年（平成03年）                             | 74,301                                         | [ 都 95 ]                                      |
| 1992年（平成04年）                             | 74,441                                         | [ 都 40 ]                                      |
| 1993年（平成05年）                             | 73,932                                         | [ 都 41 ]                                      |
| 1994年（平成06年）                             | 72,964                                         | [ 都 42 ]                                      |
| 1995年（平成07年）                             | 72,877                                         | [ 都 43 ]                                      |
| 1996年（平成08年）                             | 71,981                                         | [ 都 44 ]                                      |
| 1997年（平成09年）                             | 70,370                                         | [ 都 96 ]                                      |
| 1998年（平成10年）                             | 69,362                                         | [ 都 46 ]                                      |
| 1999年（平成11年）                             | 67,710                                         | [ 都 47 ]                                      |
| 2000年（平成12年）                             | 66,767                                         | [ 都 97 ]                                      |

#### 1日平均乗車人員・乗降人員（2001年以降）
| 1日平均乗車人員・乗降人員推移（営団／東京メトロ） | 1日平均乗車人員・乗降人員推移（営団／東京メトロ） | 1日平均乗車人員・乗降人員推移（営団／東京メトロ） | 1日平均乗車人員・乗降人員推移（営団／東京メトロ） | 1日平均乗車人員・乗降人員推移（営団／東京メトロ） | 1日平均乗車人員・乗降人員推移（営団／東京メトロ） | 1日平均乗車人員・乗降人員推移（営団／東京メトロ） | 1日平均乗車人員・乗降人員推移（営団／東京メトロ） | 1日平均乗車人員・乗降人員推移（営団／東京メトロ） | 1日平均乗車人員・乗降人員推移（営団／東京メトロ） | 1日平均乗車人員・乗降人員推移（営団／東京メトロ） |
| 年度                                              | 乗車人員                                          | 乗降人員                                          | 乗降人員                                          | 乗降人員                                          | 乗降人員                                          | 乗降人員                                          | 出典                                              | 出典                                              | 出典                                              | 出典                                              |
| 年度                                              | 乗車人員                                          | 定期外                                            | 定期                                              | 合計                                              | 増加率                                            | 順位                                              | 営団／メトロ                                      | 関東広告                                          | 東京都                                            | 千代田区                                          |
| ------------------------------------------------- | ------------------------------------------------- | ------------------------------------------------- | ------------------------------------------------- | ------------------------------------------------- | ------------------------------------------------- | ------------------------------------------------- | ------------------------------------------------- | ------------------------------------------------- | ------------------------------------------------- | ------------------------------------------------- |
| 2001年（平成13年）                                | 63,663                                            |                                                   |                                                   | 127,756                                           | −3.4%                                             | 15位                                              | [ メ 2 ]                                          |                                                   | [ 都 98 ]                                         |                                                   |
| 2002年（平成14年）                                | 62,192                                            |                                                   |                                                   | 124,101                                           | −2.9%                                             | 15位                                              | [ メ 3 ]                                          |                                                   | [ 都 99 ]                                         |                                                   |
| 2003年（平成15年）                                | 57,989                                            | 45,435                                            | 71,056                                            | 116,491                                           | −6.1%                                             | 19位                                              | [ メ 4 ]                                          | [ 関広 1 ]                                        | [ 都 100 ]                                        |                                                   |
| 2004年（平成16年）                                | 56,455                                            | 45,968                                            | 68,330                                            | 114,298                                           | −1.9%                                             | 20位                                              | [ メ 5 ]                                          | [ 関広 2 ]                                        | [ 都 101 ]                                        |                                                   |
| 2005年（平成17年）                                | 58,107                                            | 48,757                                            | 67,576                                            | 116,333                                           | 1.8%                                              | 21位                                              | [ メ 6 ]                                          | [ 関広 3 ]                                        | [ 都 102 ]                                        |                                                   |
| 2006年（平成18年）                                | 60,518                                            | 53,189                                            | 68,994                                            | 122,183                                           | 5.0%                                              | 19位                                              | [ メ 7 ]                                          | [ 関広 4 ]                                        | [ 都 103 ]                                        |                                                   |
| 2007年（平成19年）                                | 63,511                                            | 56,332                                            | 71,892                                            | 128,224                                           | 4.9%                                              | 20位                                              | [ メ 8 ]                                          | [ 関広 5 ]                                        | [ 都 104 ]                                        |                                                   |
| 2008年（平成20年）                                | 62,989                                            | 56,204                                            | 71,184                                            | 127,388                                           | −0.7%                                             | 21位                                              | [ メ 9 ]                                          | [ 関広 6 ]                                        | [ 都 105 ]                                        |                                                   |
| 2009年（平成21年）                                | 61,090                                            | 53,574                                            | 69,214                                            | 122,788                                           | −3.6%                                             | 22位                                              | [ メ 10 ]                                         | [ 関広 7 ]                                        | [ 都 106 ]                                        |                                                   |
| 2010年（平成22年）                                | 60,049                                            | 53,030                                            | 67,796                                            | 120,826                                           | −1.6%                                             | 23位                                              | [ メ 11 ]                                         | [ 関広 8 ]                                        | [ 都 107 ]                                        |                                                   |
| 2011年（平成23年）                                | 59,177                                            | 52,432                                            | 66,752                                            | 119,184                                           | −1.4%                                             | 22位                                              | [ メ 12 ]                                         | [ 関広 9 ]                                        | [ 都 108 ]                                        |                                                   |
| 2012年（平成24年）                                | 59,164                                            | 53,143                                            | 66,266                                            | 119,409                                           | 0.2%                                              | 23位                                              | [ メ 13 ]                                         | [ 関広 10 ]                                       | [ 都 109 ]                                        |                                                   |
| 2013年（平成25年）                                | 60,712                                            | 54,748                                            | 67,830                                            | 122,576                                           | 2.7%                                              | 23位                                              | [ メ 14 ]                                         | [ 関広 11 ]                                       | [ 都 110 ]                                        |                                                   |
| 2014年（平成26年）                                | 60,093                                            | 53,893                                            | 67,338                                            | 121,225                                           | −1.1%                                             | 24位                                              | [ メ 15 ]                                         | [ 関広 12 ]                                       | [ 都 111 ]                                        |                                                   |
| 2015年（平成27年）                                | 60,033                                            | 54,522                                            | 66,774                                            | 121,292                                           | 0.1%                                              | 27位                                              | [ メ 16 ]                                         | [ 関広 13 ]                                       | [ 都 112 ]                                        |                                                   |
| 2016年（平成28年）                                | 61,019                                            | 55,362                                            | 67,794                                            | 123,152                                           | 1.5%                                              | 26位                                              | [ メ 17 ]                                         | [ 関広 14 ]                                       | [ 都 113 ]                                        |                                                   |
| 2017年（平成29年）                                | 62,312                                            | 56,860                                            | 69,072                                            | 125,928                                           | 2.3%                                              | 27位                                              | [ メ 18 ]                                         | [ 関広 15 ]                                       | [ 都 114 ]                                        |                                                   |
| 2018年（平成30年）                                | 63,167                                            | 57,821                                            | 69,904                                            | 127,721                                           | 1.4%                                              | 26位                                              | [ メ 19 ]                                         | [ 関広 16 ]                                       | [ 都 115 ]                                        | [ 千 1 ]                                          |
| 2019年（令和元年）                                | 61,492                                            | 55,066                                            | 69,364                                            | 124,428                                           | −2.6%                                             | 26位                                              | [ メ 20 ]                                         | [ 関広 17 ]                                       | [ 都 116 ]                                        | [ 千 1 ]                                          |
| 2020年（令和02年）                                | 41,710                                            | 33,087                                            | 50,812                                            | 83,897                                            | −32.6%                                            | 24位                                              | [ メ 21 ]                                         | [ 関広 18 ]                                       | [ 都 117 ]                                        | [ 千 1 ]                                          |
| 2021年（令和03年）                                | 42,726                                            | 38,421                                            | 47,654                                            | 86,073                                            | 2.6%                                              | 24位                                              | [ メ 22 ]                                         | [ 関広 19 ]                                       | [ 都 118 ]                                        | [ 千 2 ]                                          |
| 2022年（令和04年）                                | 48,668                                            | 47,000                                            | 51,446                                            | 98,440                                            | 14.4%                                             | 23位                                              | [ メ 23 ]                                         | [ 関広 20 ]                                       | [ 都 119 ]                                        | [ 千 3 ]                                          |
| 2023年（令和05年）                                |                                                   | 53,079                                            | 54,260                                            | 107,333                                           | 9.0%                                              | 24位                                              | [ メ 24 ]                                         | [ 関広 21 ]                                       |                                                   |                                                   |
| 2024年（令和06年）                                |                                                   |                                                   |                                                   | 111,781                                           | 4.1%                                              | 25位                                              | [ メ 1 ]                                          |                                                   |                                                   |                                                   |

備考
1. ↑  1962年（昭和37年）5月31日に開業。開業日から1963年（昭和38年）3月31日までの計305日間を集計したデータ。

### 首都圏新都市鉄道
2024年度（令和6年度）の1日平均乗車人員は62,597人である。同社の駅では第1位。開業以来名実ともにターミナル駅の地位を保ち続けている。
開業後以降の推移は以下のとおりである。
| 1日平均乗降人員推移（首都圏新都市鉄道） | 1日平均乗降人員推移（首都圏新都市鉄道） | 1日平均乗降人員推移（首都圏新都市鉄道） | 1日平均乗降人員推移（首都圏新都市鉄道） | 1日平均乗降人員推移（首都圏新都市鉄道） |
| 年度                                    | 乗車人員                                | 出典                                    | 出典                                    | 出典                                    |
| 年度                                    | 乗車人員                                | TX                                      | 東京都                                  | 千代田区                                |
| --------------------------------------- | --------------------------------------- | --------------------------------------- | --------------------------------------- | --------------------------------------- |
| 2005年（平成17年）                      | 36,028                                  |                                         | [ 都 120 ]                              |                                         |
| 2006年（平成18年）                      | 43,725                                  |                                         | [ 都 121 ]                              |                                         |
| 2007年（平成19年）                      | 49,968                                  |                                         | [ 都 122 ]                              |                                         |
| 2008年（平成20年）                      | 53,764                                  | [ TX 2 ]                                | [ 都 123 ]                              |                                         |
| 2009年（平成21年）                      | 55,296                                  | [ TX 2 ]                                | [ 都 124 ]                              |                                         |
| 2010年（平成22年）                      | 56,763                                  | [ TX 3 ]                                | [ 都 125 ]                              |                                         |
| 2011年（平成23年）                      | 57,590                                  | [ TX 3 ]                                | [ 都 126 ]                              |                                         |
| 2012年（平成24年）                      | 59,174                                  | [ TX 4 ]                                | [ 都 127 ]                              |                                         |
| 2013年（平成25年）                      | 62,130                                  | [ TX 5 ]                                | [ 都 128 ]                              |                                         |
| 2014年（平成26年）                      | 61,725                                  | [ TX 6 ]                                | [ 都 129 ]                              |                                         |
| 2015年（平成27年）                      | 62,387                                  | [ TX 7 ]                                | [ 都 130 ]                              |                                         |
| 2016年（平成28年）                      | 63,849                                  | [ TX 8 ]                                | [ 都 131 ]                              |                                         |
| 2017年（平成29年）                      | 66,070                                  | [ TX 9 ]                                | [ 都 132 ]                              |                                         |
| 2018年（平成30年）                      | 68,291                                  | [ TX 10 ]                               | [ 都 133 ]                              | [ 千 1 ]                                |
| 2019年（令和元年）                      | 68,955                                  | [ TX 11 ]                               | [ 都 134 ]                              | [ 千 1 ]                                |
| 2020年（令和02年）                      | 43,331                                  | [ TX 12 ]                               | [ 都 135 ]                              | [ 千 1 ]                                |
| 2021年（令和03年）                      | 44,876                                  | [ TX 13 ]                               | [ 都 136 ]                              | [ 千 2 ]                                |
| 2022年（令和04年）                      | 52,007                                  | [ TX 14 ]                               | [ 都 137 ]                              | [ 千 3 ]                                |
| 2023年（令和05年）                      | 58,295                                  | [ TX 15 ]                               |                                         |                                         |
| 2024年（令和06年）                      | 62,597                                  | [ TX 1 ]                                |                                         |                                         |

備考
1. ↑  2005年（平成17年）8月24日に開業。開業日から2006年（平成18年）3月31日までの計220日間を集計したデータ。

## 駅周辺

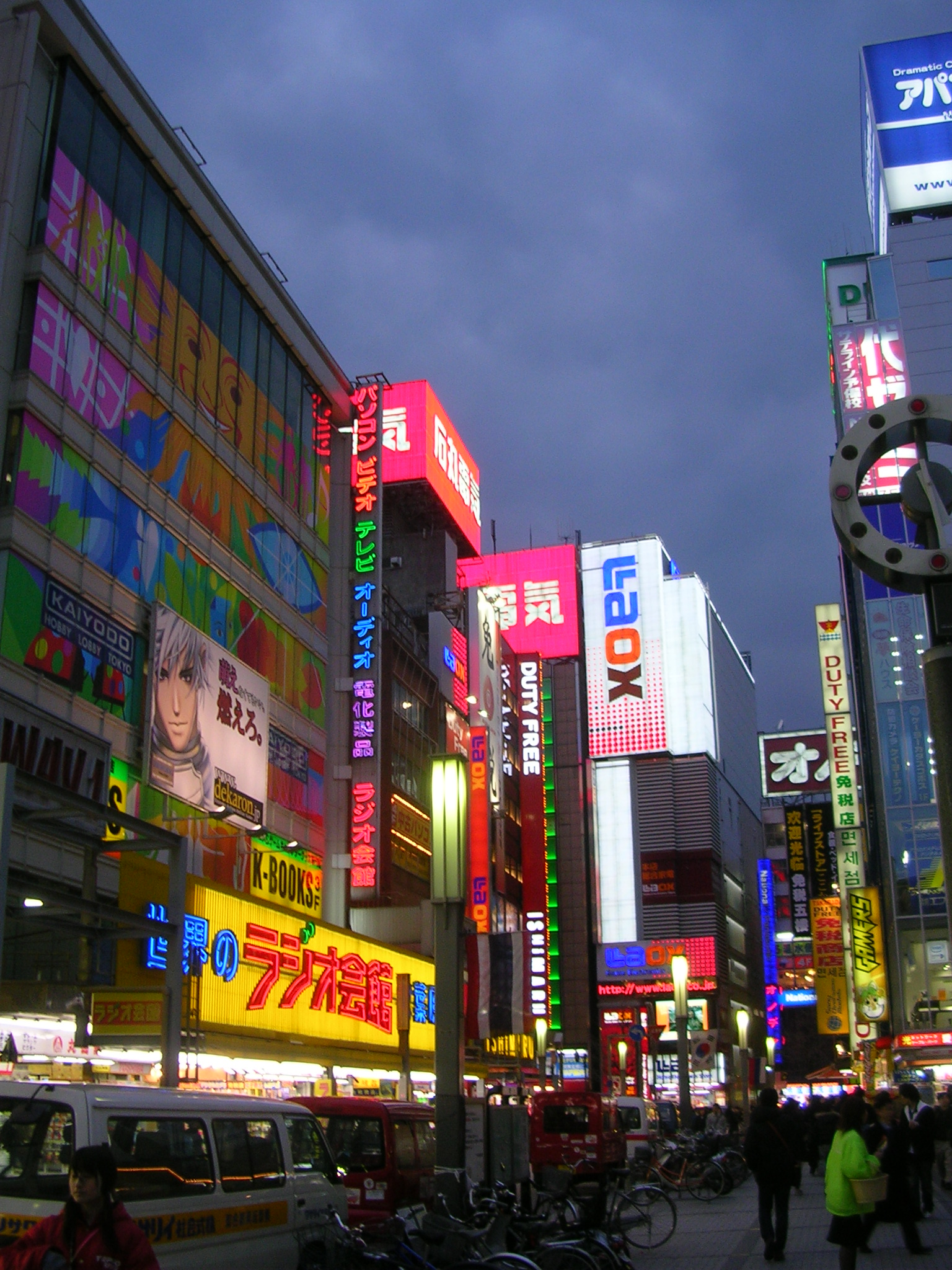
電気街口の駅前（2006年2月）

秋葉原駅の西側には、電気街が広がっている。中央通り沿いとその裏通りを中心に、南は神田川から北は蔵前橋通り程度までの範囲に商業集積地が形成されている。
第二次世界大戦前からこの地区にラジオ店として立地していた廣瀬無線電機やヤマギワといった店が戦後いち早く営業を再開し、その店を訪れる人たちを狙って同業者が数多く立地するようになったことから電気専門店街が形成されていった。千代田区内では地価が相対的に安価であったこともこれを手伝ったとされる。1940年代後半には、ロケット、サトームセン、九十九電機、ナカウラといった家電量販店が創業している。1949年（昭和24年）に連合国軍最高司令官総司令部 (GHQ) が露店整理令を出したことから、それまで露店商として営業していた店を収容する、ラジオガァデン、東京ラジオデパート、秋葉原ラジオセンター、電波会館といった施設が高架下などに生まれた。
1950年代から電器メーカーが本格的に復活して生産体制を整えると、全国的に電器店をメーカーが系列化する動きが強まり、1970年代程度までこうした系列店を通じた家電販売が大きなシェアを占め、メーカーが価格統制を行っていた。しかし秋葉原においては家電量販店が多く立地し、系列に拠らずに多くのブランドの商品を選択可能で、かつ低価格を前面に出したことから、電気街として強い集客力を発揮することになった。
1976年（昭和51年）に日本電気 (NEC) が直営のビットインという店をラジオ会館に開業してパーソナルコンピュータ（パソコン）を販売するようになり、これを契機にパソコンの販売が広がった。1980年代までは従来から家電を扱っていた量販店がパソコンも扱うようになった店が多かったが、1990年（平成2年）にラオックスがパソコン専門のザ・コンピュータ館をオープンし、さらに1995年（平成7年）のWindows 95発売によりパソコンの普及が加速して、パソコン専門店が数多く立地するようになっていった。
1990年代後半から2000年代にかけて、北関東YKKと呼ばれるヤマダデンキ、コジマ、ケーズデンキが急速に成長して家電量販店の上位を占めるようになり、秋葉原から低価格のイメージを奪っていき、秋葉原発祥の家電量販店が衰退していくことになった。第一家庭電器（2002年〈平成14年〉）、石丸電気（2006年〈平成18年〉）、ソフマップ（2006年〈平成18年〉）、サトームセン（2006年〈平成18年〉）、九十九電機（2008年〈平成20年〉）、ラオックス（2009年〈平成21年〉）、T-ZONE（2010年〈平成22年〉）、ヤマギワ（2011年〈平成23年〉）と経営破綻、自主廃業、他社への譲渡・資本参加が相次ぐことになった。
これらの量販店などの撤退跡地には、2000年（平成12年）ごろからフィギュアショップやメイドカフェ、アニメやゲームに関連する店が増えていった。パソコンを取り扱っていた店舗でもアニメ関連商品に取り扱いを広げる事例が見られたが、多くの店は家電やパソコンを併売しない専業店となっている。さらにAKB48の本拠地AKB48劇場が置かれるなどアイドルブームも広がり、ポップカルチャーの発信地として世界的に知られる街となっている。
また、以前から藤田観光グループのワシントンホテルが秋葉原にあったが、2010年代からアパホテル、JR西日本グループのヴィアインなども進出し、ビジネスホテルが増加しつつある。JR東日本も、電気街口改札に隣接して「ホテルメッツ秋葉原」を2019年（令和元年）10月7日に開業した。
神田川を万世橋で渡った南側の神田須田町には、かつて中央本線のターミナル駅であった万世橋駅があった。当時周辺は東京でも有数の繁華街で、路面電車の路線が集中する場所であったこともあり、1912年（明治45年）4月1日に駅が開設された。しかし関東大震災で駅は焼失し、再建された駅は規模が縮小された。また、震災復興計画により、中央通りと靖国通りが整備され路面電車も移設された結果、万世橋駅前は裏通りに転落し、賑わいが失われた上に、1925年（大正14年）に秋葉原駅が至近の場所で旅客営業を開始したこと、1932年（昭和7年）に御茶ノ水駅が東に移転して万世橋駅との駅間距離がごく近くなってしまったことなどで駅の意味が失われていった。この結果駅の規模をさらに縮小して、1936年（昭和11年）に鉄道博物館が駅に併設されることになった。1943年（昭和18年）10月31日限りで戦時下の不要不急駅整理の対象となって営業休止となった。
跡地はその後交通博物館となったが、2006年（平成18年）5月14日に閉館し、2007年（平成19年）10月14日に開館した鉄道博物館（埼玉県さいたま市大宮区）にその役割を譲った。その後、交通博物館跡地のオフィスビル「JR神田万世橋ビル」は2013年（平成25年）1月10日に、同年9月14日には駅構内（ホーム含む）跡地を改装し商業施設「mAAch マーチ エキュート 神田万世橋」が竣工した。
秋葉原駅北側には、1975年（昭和50年）の貨物扱い廃止とその後の電留線の移転集約に伴って発生した旧国鉄用地約3.1ヘクタールが存在した。また1989年（平成元年）5月に東京都の神田青果市場が廃止となり、JRの線路を挟んだ西側に約2.7ヘクタールの土地が生まれた。そこでこれらの跡地を中心として、周辺地域の土地の有効利用と都市機能の更新を図ることを目的として、約8.8ヘクタールの地域に対して土地区画整理事業が実施された。この際に整備された南北方向の都市計画街路補助319号線の直下につくばエクスプレスの秋葉原駅が建設された。また駅東側に4,000平方メートル、西側に4,300平方メートルの交通広場が形成された。
駅北東側の国鉄用地跡地にはヨドバシAkibaが建設され、北西側の都有地跡地には秋葉原UDXや秋葉原ダイビルが建設された。土地区画整理事業に際して、IT拠点を形成する業務・商業施設の立地を促進するとの方針となり、都有地跡地の再開発で生まれたビル群は秋葉原クロスフィールドを構成する。秋葉原に不足していた飲食店をUDXに集積させるとともに、デジタルハリウッド大学、東京アニメセンターなどを入居させていた（いずれも移転済み）。
昭和通り口側は、駅周辺には多くの店舗が立ち並び、また駅から離れても高架沿いに飲食店やコンビニエンスストアなどが続くが、高架から離れると店舗の少ない落ち着いた街並みとなり、マンションが多くなる。観光客はあまり見られずビジネスパーソン中心の地区となっている。
北隣の御徒町駅にかけての高架下は、SEEKBASE AKI-OKA MANUFACTUREとして利用されている。かつては総武線ホームの北側に隣接してアキハバラデパートがあり、同路線ホームに直結するデパート口改札が設置されていたが、2006年（平成18年）12月31日をもって閉店した。その後建物は解体され、建て替えや電気街口のリニューアル工事が行われ、2010年（平成22年）11月19日に新しく「アトレ秋葉原1」がオープンした。これに伴い、閉鎖されたデパート口改札もアトレ1改札口として再設置された。

## バス路線
中央改札口付近に設置された交通広場に都営バスや千代田区の「風ぐるま」、高速バスなどが乗り入れている。停留所名は都営バスが秋葉原駅前、「風ぐるま」が秋葉原駅中央口、それ以外は秋葉原駅である。
| のりば   | 運行事業者                                                | 系統・行先                                                     | 備考                                           |
| -------- | --------------------------------------------------------- | -------------------------------------------------------------- | ---------------------------------------------- |
| 1        | 都営バス                                                  | 茶51：駒込駅南口                                               | 電気街口側は「万世橋」も至近                   |
| 2        | 都営バス                                                  | 秋26：葛西駅前                                                 | 電気街口側は「須田町」も至近（平日・土曜のみ） |
| 3        | 風ぐるま （日立自動車交通）                               | 秋葉原ルート：千代田区役所（循環）                             |                                                |
| 高速バス | - 京成バス - 京成バス千葉ウエスト（旧東京ベイシティバス） | マイタウン・ダイレクトバス：東京ディズニーリゾート・新浦安地区 | 昼行便                                         |
| 高速バス | 茨城交通                                                  | 関東やきものライナー：笠間・茂木・益子                         | 昼行便                                         |
| 高速バス | - フジエクスプレス - 京成バス                             | - 秋葉原 - 河口湖線：富士急ハイランド・河口湖駅                | 昼行便                                         |
| 高速バス | 東京空港交通                                              | 羽田空港リムジンバス：羽田空港                                 | 昼行便                                         |
| 高速バス | - 国際興業バス - 庄内交通                                 | 夕陽号：鶴岡・酒田                                             | 夜行便                                         |
| 高速バス | 平成エンタープライズ                                      | VIPライナー：なんば／名古屋                                    | 夜行便                                         |
| 高速バス | 桜交通                                                    | さくら高速バス：名古屋                                         | 夜行便                                         |
| 高速バス | - 大阪バス - 東京バス                                     | 東京特急ニュースター号：京都・大阪                             | 夜行便                                         |
| 高速バス | 神姫観光バス                                              | LimonBus：京都・新大阪・三宮・姫路                             | 夜行便                                         |
| 高速バス | ジャムジャムエクスプレス                                  | JAMJAMライナー：広島                                           | 夜行便                                         |

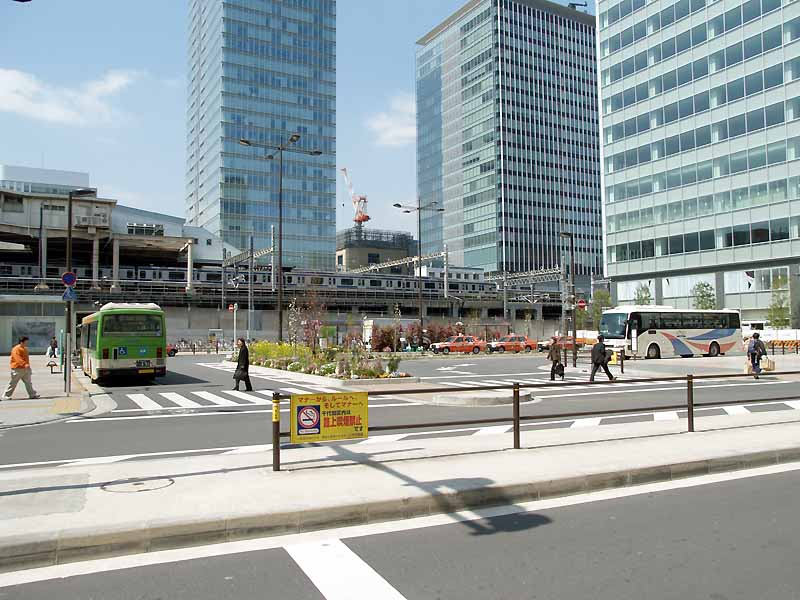
交通広場（バスターミナル）
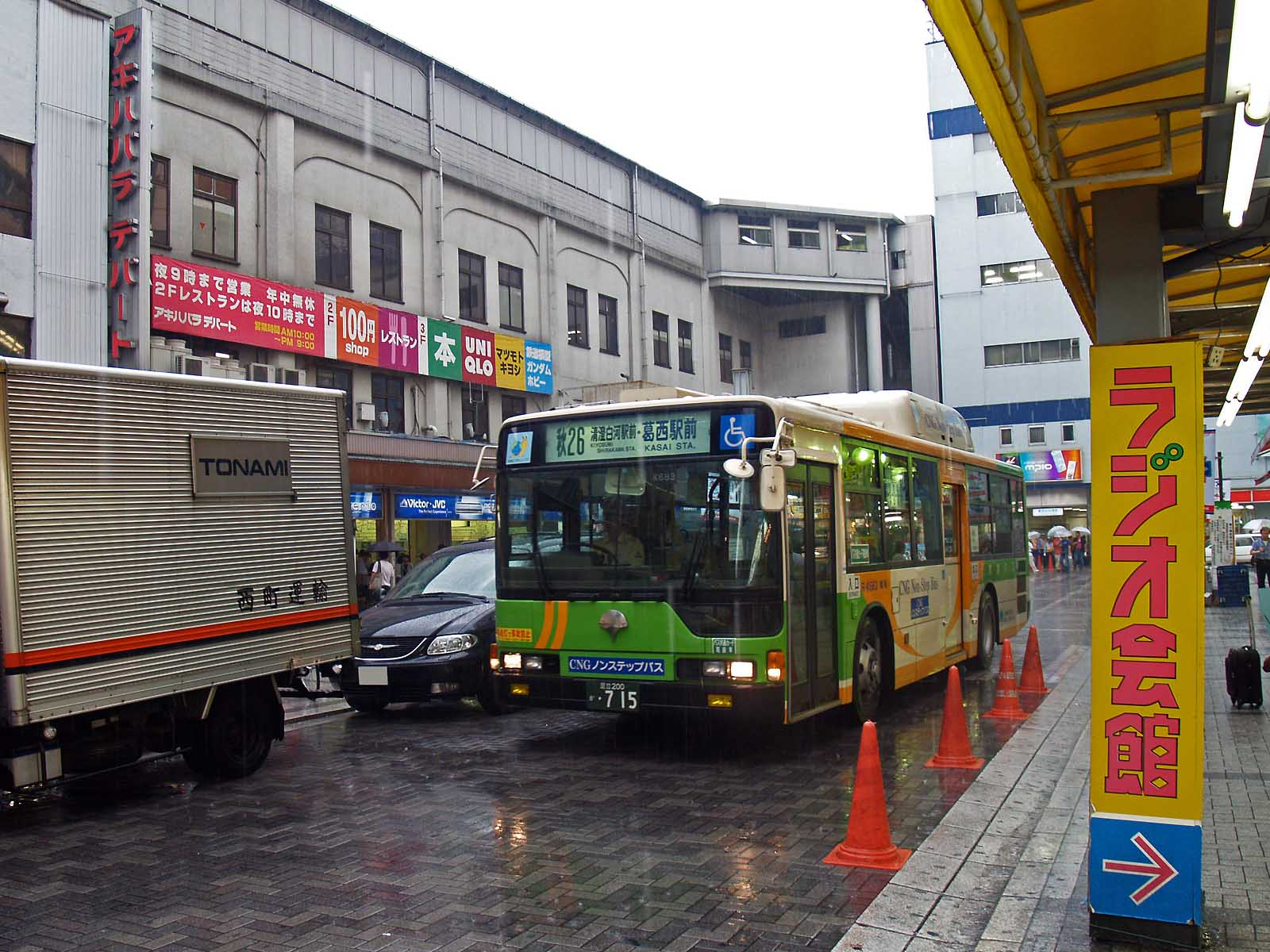
2005年8月まで都営バス秋26系統は電気街口前に乗り入れていた。

## 隣の駅
東日本旅客鉄道（JR東日本）
 京浜東北線
■快速（平日）
上野駅 (JK 30) - 秋葉原駅 (JK 28) - 神田駅 (JK 27)
■快速（土休日）・■各駅停車
御徒町駅 (JK 29) - 秋葉原駅 (JK 28) - 神田駅 (JK 27)
 山手線
御徒町駅 (JY 04) - 秋葉原駅 (JY 03) - 神田駅 (JY 02)
 総武線

■各駅停車
御茶ノ水駅 (JB 18) - 秋葉原駅 (JB 19) - 浅草橋駅 (JB 20)
東京地下鉄（東京メトロ）
 日比谷線
□THライナー停車駅（久喜行きは乗車のみ・恵比寿行きは降車のみの取扱い）
■THライナー以外の列車
小伝馬町駅 (H 15) - 秋葉原駅 (H 16) - 仲御徒町駅 (H 17)
首都圏新都市鉄道
つくばエクスプレス
■快速・■通勤快速（平日下りのみ運転）・■区間快速・■普通
秋葉原駅 (TX01) - 新御徒町駅 (TX02)